# غرناطة
غَرْنَاطَةُ (بالإسبانية: Granada) هي عاصمة مقاطعة غَرْنَاطَةَ، في منطقة أندلسية ذاتية الحكم في إسبانيا. تقع غرناطة عند سفح جبال سييرا نيفادا (جبال الثلج) عند التقاء أربعة أنهار، دارو وشنيل وموناتشيل وبييرو. تُنسب إلى دائرة فيجا دي غرانادا، وتقع المدينة على ارتفاع متوسط يبلغ 738 مترًا (2421 قدمًا) فوق مستوى سطح البحر، ومع ذلك لا تبعد سوى ساعة واحدة بالسيارة عن ساحل البحر الأبيض المتوسط، كوستا تروبيكال. وتقع قربها محطة تزلج سييرا نيفادا، حيث أقيمت بطولة العالم للتزلج على المنحدرات الثلجية التابعة للاتحاد الدولي للتزلج عام 1996.
في التعداد الوطني لعام 2005، بلغ عدد سكان مدينة غرناطة نفسها 236,982، وقدر عدد سكان المنطقة الحضرية بأكملها بـ472,638، واحتلت المرتبة 13 بين أكبر المناطق الحضرية في إسبانيا. بلغت نسبة السكان الذين  لا يحملون الجنسية  الإسبانية 3.3%، ثلثهم  من أمريكا الجنوبية. يعد مطار فيديريكو غارثيا لوركا غرانادا-خاين أقرب مطار لها.
استوطن الإيبيريين والرومان والقوط الغربيين في المنطقة منذ العصور القديمة. وأصبحت المستوطنة القائمة مدينة رئيسية في الأندلس في القرن الحادي عشر في أثناء وجود الطائفة الزيرية في غرناطة. وفي القرن الثالث عشر أصبحت عاصمة إمارة غرناطة تحت حكم النصريين، وكانت آخر ولاية حكمها المسلمون في شبه الجزيرة الإيبيرية. غزا الملكان الكاثوليكيان غرناطة في عام 1492. وتحولت تدريجيًا إلى مدينة مسيحية على مدى القرن السادس عشر.
يقع قصر الحمراء، وهو قلعة وقصر نصري قديم، في غرناطة. وهو من أشهر آثار العمارة الإسلامية، ومن أكثر المواقع السياحية زيارةً في إسبانيا. تم الحفاظ أيضًا على تأثير الفترة الإسلامية والعمارة الأموية في حي البيازين وغيره من آثار العصور الوسطى في المدينة. شهد القرن السادس عشر أيضًا ازدهارًا في العمارة المتنوعة وعمارة عصر النهضة، تلاها لاحقًا أسلوبي الباروك وتشارينغاريسك. تشتهر غرناطة أيضًا داخل إسبانيا بجامعة غرناطة التي تضم ما يقدر بنحو 82,000 طالب موزعين على خمسة فروع مختلفة في المدينة. يعد الرمان (بالإسبانية: granada) شعار غرناطة.

## الموقع والسكان
تقع غرناطة على سفح جبال سييرا نيفادا، في التقاء ثلاثة أنهار: دارّو (Darro)، بيرّو (Beiro) والشنيل (Genil)، في الارتفاع من 738 متراً فوق مستوى سطح البحر. في التعداد الوطني عام (2011) بلغ عدد سكان غرناطة 240.099 نسمة، وبلغ عدد السكان في المنطقة الحضرية بأكملها 498.365 نسمة، وصُنفت غرناطة في المرتبة 13 كأكبر المناطق الحضرية في إسبانيا. لكن 3,3% من السكان لا يحملون الجنسية الإسبانية، ونسبة كبيرة منهم تبلغ 31% قدموا من مناطق أمريكا الجنوبية.

## تاريخ غرناطة
كانت غرناطة تدعى إلبيرة حتى منتصف القرن الثامن الميلادي. وفي القرن الحادي عشر، نقل بنو زيري  العاصمة من مدينة إلبيرة إلى مدينة غرناطة. غرناطة أو إغرناطة هو اسم مشتق من الأصل اللاتيني (granatum، "pomegranate) وتعني الرمانة. وقد سميت كذلك لجمالها، ولكثرة حدائق الرمان التي تحيط بها، وكذلك في معجم ياقوت حيث يقول إن معنى غرناطة "الرمانة" بلسان عجم الأندلس (الهسبانية) سمى البلد كذلك لحسنه. وقيل إنها سميت كذلك لأنها أنشئت على البقعة التي زرع فيها الرمان لأول مرة عند نقله من إفريقية إليها، وقيل أيضاً إنها سميت كذلك لأنها بموقعها وانقسامها على التلين تشبه بمنازلها الكثيفة الرمانة المشقوقة.

### العصر القديم

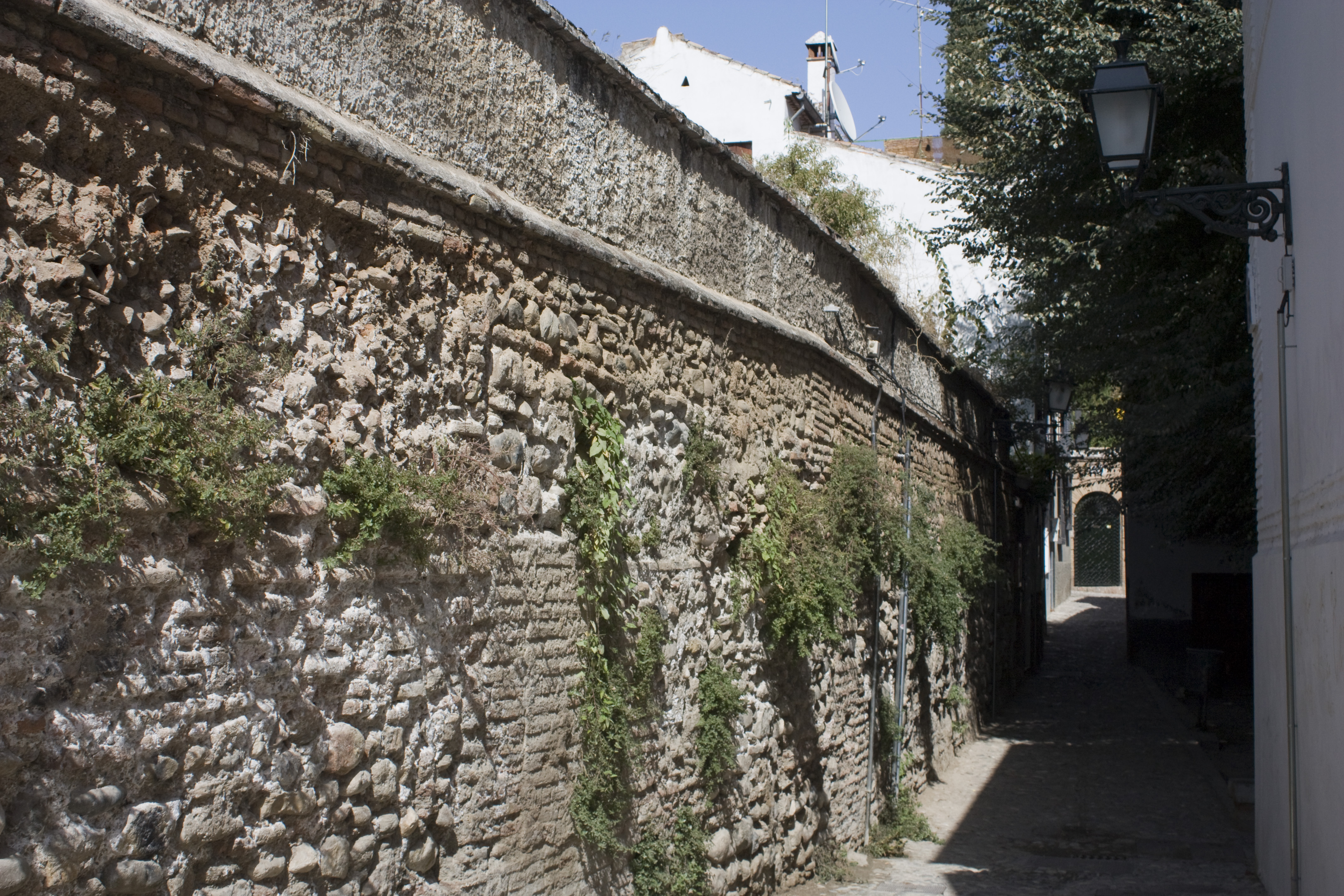
بقايا سور البيازين.

أقدم بقايا التي تم الكشف عنها في مدينة غرناطة تعود إلى منتصف القرن السابع قبل الميلاد، وتتوافق مع غرف تنتمي إلى أوبيدوم الأيبيرية تسمى إتورير. لايوجد سجل لأي مستوطنة قبل هذا التاريخ، على الرغم من وجود مدن مهمة من الثقافة الأرغارية مثل سيرو دي لا إنسينا [الإسبانية] في موناتشيل، على بعد حوالي 7 كم إلى الشرق، والتي هجرت حوالي 1200 ق.م أو نهاية العصر البرونزي، وأيضا سيرو دي لوس إنفانتس [الإسبانية] في بينوس بوينتي على بعد حوالي 10 كم إلى الغرب، مؤرخة بين 700 - 800 ق.م، وبعد ذلك استمرت في كونها بلدة باسم «يوركو». احتلت إتورير حوالي 5 هكتارات في أعلى تلة سان نيكولاس، على الضفة اليمنى لنهر حدروا، حيث يقع السهل الخصب لنهر شنيل. ومحاطة بسور دفاعي في القرن السادس ق.م. وتوسعت نتيجة للنمو السكاني. وفي القرن الرابع أو الثالث ق.م أشتهرت باسم إيبيري [الإسبانية] وأدرج في المنطقة التي يسيطر عليها الباستيتان، ومن منظور اقتصادي أكثر من العسكري من قبل القرطاجيين.
بعد هزيمة قرطاج النهائية في الحرب البونيقية الثانية فتحت المدينة أبوابها للرومان. وأشار بعض المؤلفين استنادًا إلى تيتوس ليفيوس، إلى أن قوات إميليو باولو هُزمت في إيوركو حوالي سنة 190 ق.م، وبعدها غزا تيبريوس جراكوس المنطقة بأكملها، حوالي سنة 190 ق.م. ومع ذلك يبدو الخضوع لسيادة روما تم نتيجة لاتفاق أو معاهدة. إيبيري التي ضمت إلى هيسبانيا أوليتير لاحقًا، نالت من قيصر على لقب بلدية أو مدينة، باسم Municipium Florentinum Iliberitanum ، بحيث أشارت المصادر الرومانية في القرون التالية إليها باسم فلورنتيا. وقد ضمت لاحقا إلى بايتيكا.
ويذكر بعض المؤلفين بأن المدينة كانت ذات أهمية كبيرة. ومع ذلك لم تثبت الحفريات الأثرية أي صفة مهمة لتلك المدينة، والتي أعطت ثلاثة من أعضاء مجلس الشيوخ وقنصل إلى روما، بالإضافة إلى كونها مقرًا للمجلس المسيحي حوالي سنة 304. على أي حال ربما قد دمر في وقت ما في العصور الوسطى المبكرة، لأنه في بداية القرن الثامن لم يكن الموقع مأهولا.

### العصور الوسطى

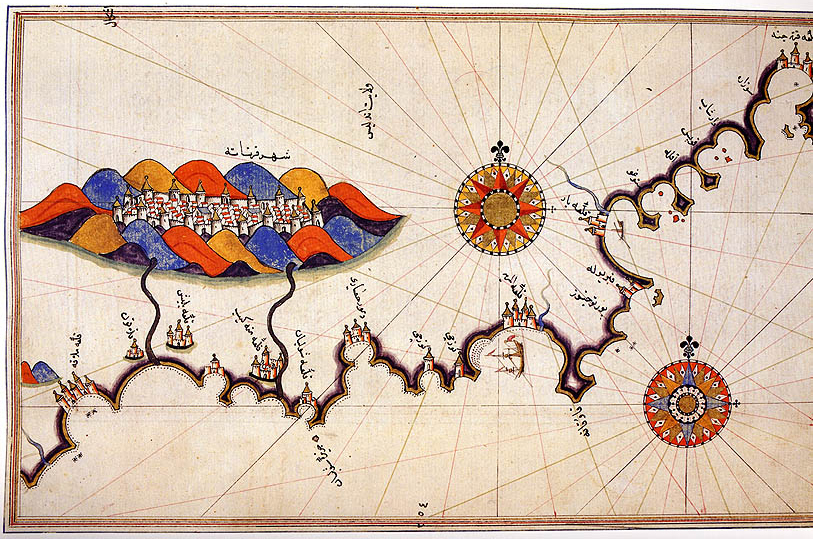
خريطة قديمة لغرناطة

مابين ظهور إمارة قرطبة وحتى سقوط الخلافة الأموية في الأندلس، أي بين القرنين الثامن والحادي عشر، كان موقع مدينة غرناطة الحالي غير مأهول، حيث بقايا تجمع أوبيدوم الأيبيري، واستخدمت حصنا لمواجهة تمرد ابن حفصون (القرن التاسع). يرى بعض المؤلفين أن غرناطة هي النواة الصغيرة أو القرية التي سكنت حول حصن غارناطا، وهو الاسم الذي عُرِف به سكانها من الإيبريون القدماء في العصر الإسلامي. على أية حال كانت المدينة المهمة في الفترة 712-1012 هي مدينة إلبيرة المجاورة، التي تبعد حوالي 10 كم إلى الغرب، والتي أصبحت عاصمة كورة إلبيرة وإحدى أهم المدن في الأندلس.
بعد الاضطرابات التي نشأت عن تكوين ملوك الطوائف تولى الزيريون طائفة غرناطة. وأولهم زاوي بن زيري البربري الذي أسس مدينة غرناطة الجديدة سنة 1013 حول قلعتها الحالية، تاركًا مدينة إلبيرة التي هجرت تماما سنة 1020 وخربت. وقد مرت على غرناطة الإسلامية ثلاث مراحل واضحة للتطور:
- فترة زيري. -استوطنوا في البداية وبكثافة في المنطقة الواقعة في وسط حي البيازين الحالي، المعروف باسم القصبة القديمة [الإسبانية]. بحلول نهاية القرن الحادي عشر استوطن الأهالي معظم التلة، وأحيطت بسور لا يزال معظمه موجودًا بين المنازل الريفية. امتدت مدينة غرناطة زيري نحو 75 هكتارًا وبها 4400 منزل موزعة على عدة أحياء تقع على تلة البيازين.[34]
- فترة البربر. - لم تتغير بنية المدينة الحضرية لفترة طويلة من هيمنة المرابطين والموحدين (1090-1269). من التحليل الذي قام به العديد من المؤلفين من مصادر عربية، يبدو أنه في الفترة المرابطية تم توسيع السور لضم المناطق القريبة، وانشاء بوابات مثل باب الموازين أو باب زيادة[35] وباب البُنيدة أو البنيدر، وكلاهما لا يزالان قائما؛ كما تتوافق هذه الفترة مع اختفاء باب الفخارين أو Los Alfareros، والقلعة المعروفة باسم القلعة الحمراء.[36] وترك الموحدون مباني مثيرة للاهتمام مثل قصر شنيل وسور ضواحي الشرق، حيث يوجد اليوم حي رياليخو.

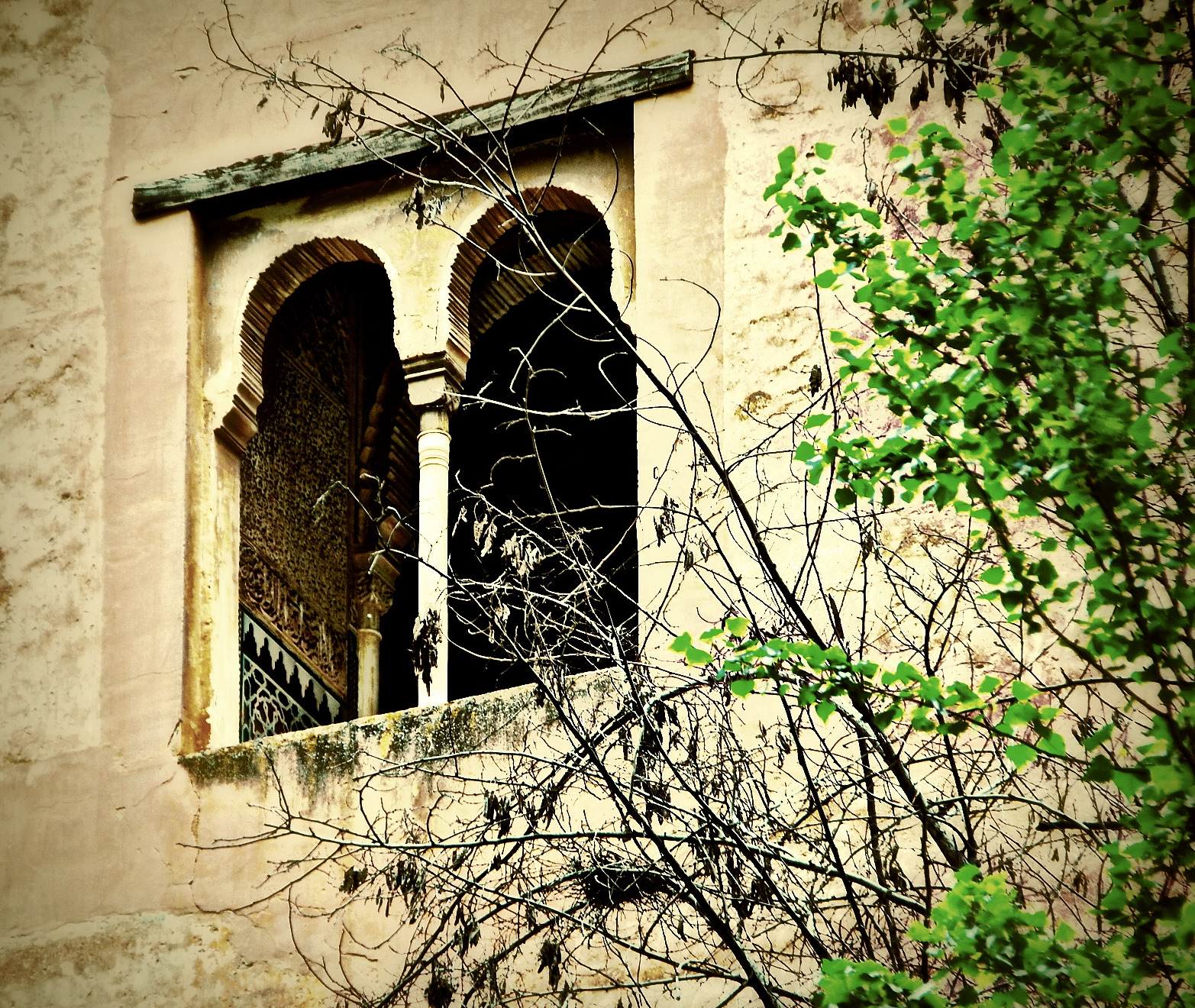
نافذة القصور النصرية.

- الفترة النصرية. - بعد أن غادر الخليفة الموحدي إدريس المأمون الأندلس لتولي الحكم الموحدي، قام محمد الأول بتأسيس أطول خلافة إسلامية في الأندلس. وبعد اصطفاف بنو الأحمر مع فرناندو الثالث ملك قشتالة في استيلائه على قرطبة سنة 1238 اعترف رسميًا بهم.[37] فأصبح بنو الأحمر أمراء مستقلين لأمارة غرناطة، وقد اجمع المؤرخون بالتبعية الضمنية لقشتالة وإن تخللها بعض الحروب بينهما.[38] وكانت تلك الإمارة حلقة وصل مع مراكز التجارة الإسلامية والعربية، لاسيما في تجارة الذهب من جنوب الصحراء الكبرى والمغرب الإسلامي، وتصدير الحرير والفواكه المجففة المنتجة في المنطقة.[39] كما زود بنو الأحمر قوات من الإمارة ومرتزقة من شمال إفريقيا لخدمة قشتالة. أدى إنشاء تلك الإمارة إلى اتساع المدينة ونمو ثرواتها، وقد تم تسوير ضواحي البيازين وارتفعت مدينة قصر الحمراء الفخمة. بدأ السلطان محمد الأول بنائها مستفيدًا من وجود حصن زيري قديم. نصب ابنه محمد الثاني معظم المناطق الفخمة، وبحلول بداية القرن الرابع عشر كان هناك بالفعل مدينة مع متاجر ومنازل خاصة ومباني مجتمعية. وقام محمد الثالث ببناء جامع السلطان، وبحلول ذلك الوقت كانت مدينة الحمراء بالفعل نواة حضرية حقيقية.[40] تم تنظيم مدينة بني نصر بست مناطق مسورة، ومرتبطة ببعضها البعض من خلال بوابات تغلق بالليل ومقسمة إلى أحياء مختلفة الأحجام والأشكال.

وقد زار ابن بطوطة مدينة غرناطة سنة 1350 ووصفها بأنها مملكة قوية ومكتفية بذاتها على الرغم من دخولها في مناوشات مع مملكة قشتالة. ووصفها في مذكراته بأنها «عاصمة الأندلس وعروس مدنها».
خلال حكم المسلمين، كانت غرناطة مدينة تحوي العديد من أتباع الديانات والأعراق (العرب والبربر والمسيحيون واليهود) الذين عاشوا في أماكن منفصلة. خلال حكم بني الأحمر كان هناك 137 مسجدًا في مدينة غرناطة. وبقيت تلك المدينة على هيكلها بعد غزو الملوك الكاثوليك لغرناطة في 1492، ولكن في السنوات الأحد عشر التي تلت تسليم المدينة طرأت أمور غيرت كثيرا من شكل المدينة.

#### استيلاء قشتالة على إمارة غرناطة
على الرغم من قيام جيش قشتالي قوي في 1491 بإخضاع إقليم غرناطة تقريبًا بالكامل في السنوات الأربع السابقة، واخترق فيغا دي غرناطة ثم حاصر المدينة، إلا أن المدينة لم تسقط نتيجة مواجهة بين الجيشين، ولكن من خلال عملية تفاوض بلغت ذروتها يوم 25 نوفمبر من ذات السنة، بالتوقيع في سانتا في على الاستسلام المشروط وسمي بمرسوم الحمراء، حيث تم الاتفاق على تسليم المدينة خلال شهرين، على الرغم من أنه لم تنفذ في تلك الفترة، إلا أن الاستسلام جرى في 2 يناير 1492. كانت الشروط سخية جدا لشعب غرناطة: فيمكنهم ممارسة دينهم بحرية وعلنا، وسيتم احترام ممتلكاتهم وصحة الشريعة الإسلامية في النزاعات بين المسلمون، ووانشاء هيئة القضاة المختلطين عندما يتعلق الأمر بالتقاضي مع المسيحيين. بالإضافة إلى ذلك، تم إنشاء «مجلس المدينة الإسلامي»، وإعفاءات ضريبية لمدة ثلاث سنوات. بالإضافة إلى ذلك عينت الملكة إليزابيث هرناندو دي تالافيرا الرجل المعتدل مع تقدير عالي لأخلاقه، ليكون أول رئيس أساقفة غرناطة.

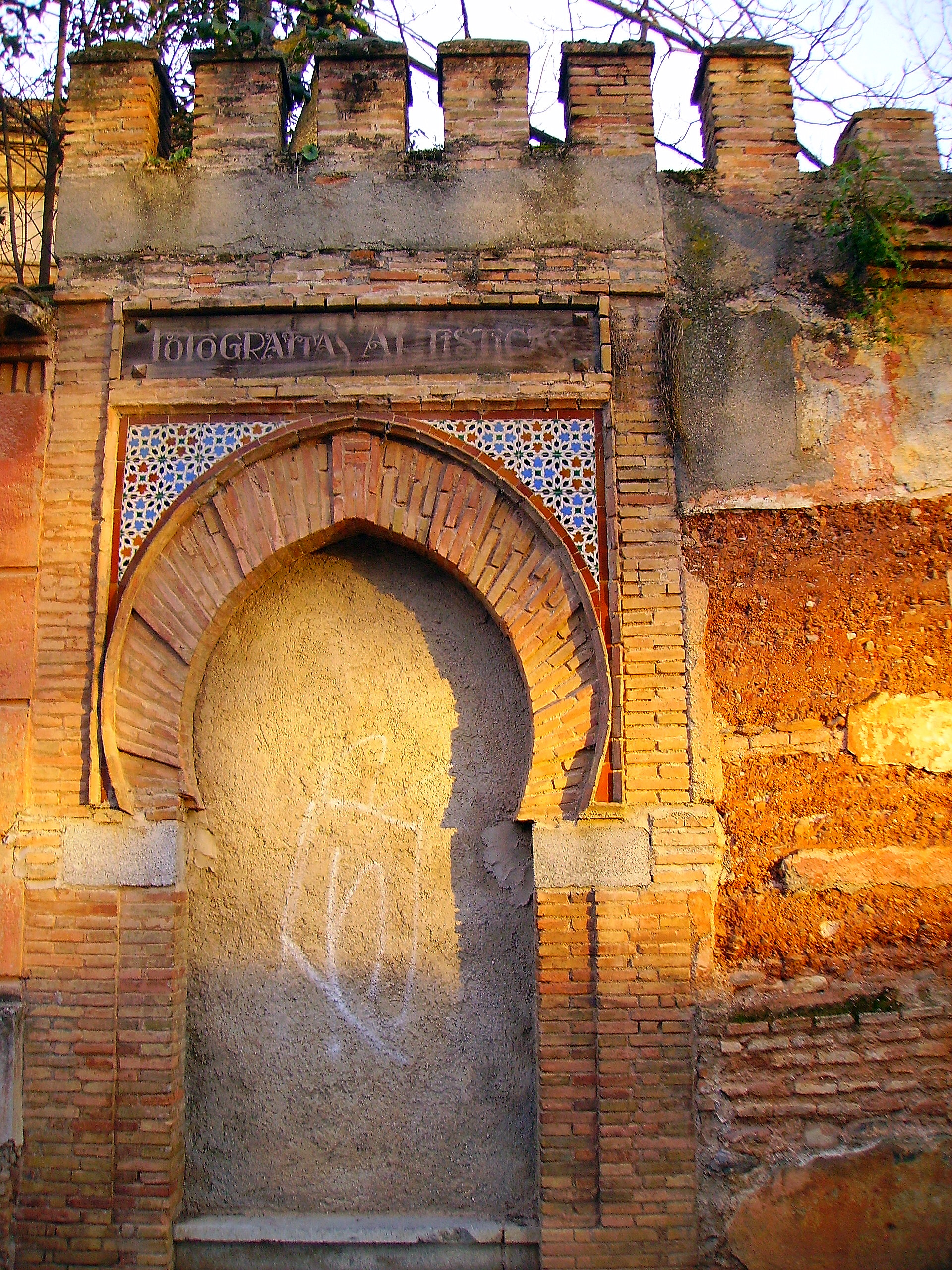
أحد أبواب غرناطة القديمة

ومع ذلك عندما استقر البلاط مؤقتًا في غرناطة سنة 1499، تم تخويف العديد من الإسبان من بقاء الإسلام، والواقع أن الأهالي كانوا يحضرون المساجد بكثرة. أثار الكاهن الجديد للملكة فرانثيسكو خيمينيث دي ثيسنيروس رئيس أساقفة طليطلة بعد أن شعر بالإحباط بسبب بطء نتائج الجهود التي بذلها رئيس أساقفة غرناطة «فريناندو دي تاليفيرا» لتحويل غير المسحيين إلى المسيحية. لذلك قام بإصدار مرسوم قسري لتعميد غير المسيحيين، فبدأ حملة صعبة من عمليات التحويل القسري مع مصادرة وحرق الكتب، وسجن الفقهاء وأقام محاكم التفتيش. فتم إجراء عملية تحويل ضخمة، وبالتالي ظهر وجود المورسكيين (وهم الأندلسيون المسلمون الذين تم تعميدهم قسرًا بمقتضى مرسوم ملكي). ولكن هذا لم يقلل من الضغط على سكان غرناطة لأنه كما ذكر دييغو أورتادو دي مندوثا في الثلث الأول من القرن السادس عشر: بأن المسيحيون الجدد أناس بدون لغة وبدون تفضيل، انكمشوا وأظهروا أنهم يخدمون الدولة، فتلقوا الاتهامات وإزالة أو تقسيم عقاراتهم التي كانوا يمتلكونها أو ورثوها عن أجدادهم، دون أن يتم الاستماع إليهم". فولدت تلك السياسة ثورات خطيرة في البيازين، خاصة بعد تحويل ثيسنيروس المساجد إلى كنائس، فانتشرت الثورة من منطقة البشرات جنوب غرب غرناطة إلى مناطق أخرى من الامارة، فتعرضت لقمع دموي (1499-1501). وبالرد على تمرد المسلمين قام الملوك الكاثوليك في 1501 بالإلغاء مرسوم الحمراء وإجبار مسلمي غرناطة على التحول للمسيحية أو الهجرة. مما أجبر النخبة من المسلمين على الهجرة لشمال أفريقيا، أما الغالبية من مدجنو غرناطة أجبروا على اعتناق المسحية وبالتالي لقبوا (بالموروسكيين) أو (المسيحيون من أصل مسلم). أما يهود غرناطة فقد أُجبروا عام 1492 عند صدور مرسوم الحمراء لأول مره على التحول للمسيحية أو الطرد أو الإعدام وكانوا يُلقبون (المسيحيون من أصل يهودي) أو (Marranos). وعانت كِلا الطائفتين (المسلمين واليهود) من الاضطهاد والإعدام والنفي، إلا أنهم ظلوا يمارسون شعائرهم في الخفاء، وعزل البقية في حي يهودي يقع في باب الرملة. وبحلول القرن السادس عشر أصبحت غرناطة مسيحية أكثر من أي وقت مضى وتوافد إليها مهاجرون من مناطق أخرى من شبه الجزيرة أيبيريا. وتحولت مساجد المدينة إلى كنائس أو دمرت كلياً. وبعد هجرة معظم اليهود من المدينة، تم تدمير الحي اليهودي والذي يُسمى الغيتو لفتح المجال أمام مباني كاثوليكية وقشتالية جديدة. وعلق مارتين فرنانديز دي إنسيسكو في سنة 1519 بأن "غرناطة كانت مدينة عظيمة في زمن المورو، وهي الآن ليست بهذه الدرجة."

#### تبعات سقوط غرناطة
يُعد سقوط غرناطة من أكثر الأحداث الهامة التي ميزت النصف الأخير من القرن الخامس عشر في التاريخ الإسباني لأنه وضع نهاية لحكم المسلمين الذي دام أكثر من ثمانية قرون. وشرعت إسبانيا بعدها في مرحلة كبيرة من الاستكشاف والاستعمار في جميع أنحاء العالم، وفي نفس العام أسفرت رحلة كريستوفر كولومبوس- 1492م - لاستكشاف ما يسمى بالعالم الجديد، على الرغم أن ليف اريكسون هو أول أوروبي وصل للعالم الجديد قبل كريستوفر كولومبوس بخمس مئة عام. وساعدت الموارد التي تم اكتشافها في الأمريكيتين إلى اغتناء الدولة الإسبانية وبالتي استطاع فرديناند الثاني وإيزابيلا من توسعة حكمهم في مملكة موحدة. كما أدت المستعمرات الإسبانية التي تمت عن طريق الحملات البحرية خصوصاً في الأمريكيتين إلى إنشاء الإمبراطورية الإسبانية العظمى.

### العصر الحديث

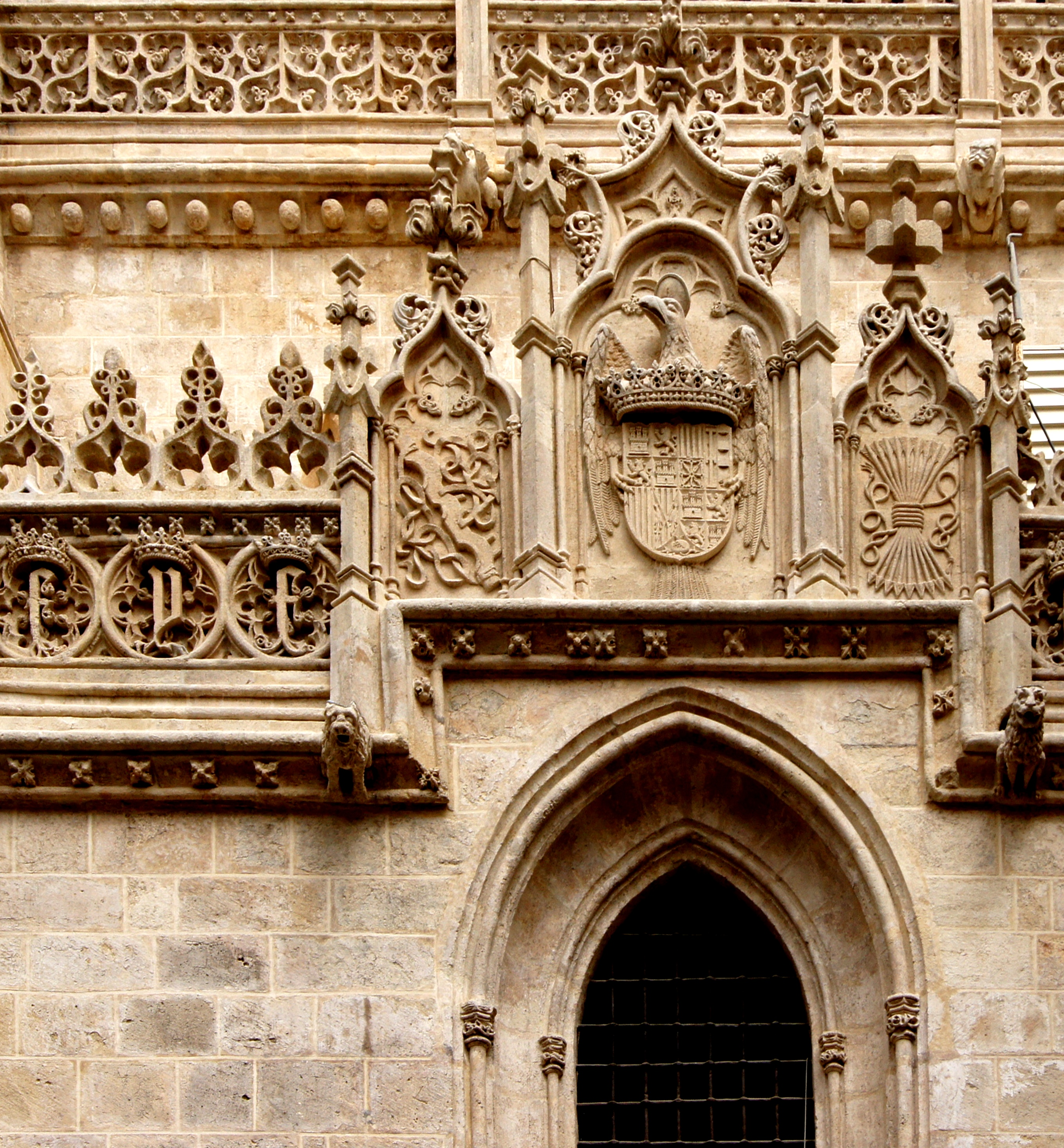
الكنيسة الملكية في غرناطة أحد الأعمال الرئيسية للعمارة القوطية في غرناطة.

خلال حرب مجتمعات قشتالة ظلت غرناطة وفية لكارلوس الأول وكان ماركيز موندخار وهو القائد العام مسؤولاً عن السيطرة على الوضع في حالة حدوث أي احتمال. ومع ذلك لم ترسل المدينة نوابها إلى رابطة الرملة، وهي جمعية مصممة لمنع حركة تمرد مجتمعات من اختراق أندلسيا. فطالبت في البداية تأجيل الاجتماعات للاتفاق على القضية مع بقية المحليات الخاضعة لولايتها، ولكن بسبب التصرف الذي أظهرته إشبيلية وقرطبة لمقاربتهما، انتهى بهما الأمر برفض غرناطة إرسال نوابها. لأنها كانت مسألة شرف فيما يتعلق بكيانها كسلطة قضائية متماسكة.
أظهر جميع المسافرين والعلماء الذين زاروا غرناطة في مطلع القرن (من الخامس عشر إلى السادس عشر) إعجابًا بمبانيها، خاصة الملكة خوانا والملك كارلوس الأول، الذين استثمروا مبالغ كبيرة في صيانة وتنظيم قصر الحمراء والمباني الأخرى المهمة، مما سهل بقاء تلك العمارة. لكن هذا لم يمنع منذ البداية من اظهار سياسة حضرية لتأكيد السلطة الجديدة، وتطوير مبانٍ مرتبطة جدا بالأماكن الأكثر تأثيرا في المدينة الإسلامية: الكنيسة الملكية 1504 وأودع فيها جثتي الملكين إيزابيلا وفرناندو سنة 1521، ثم المستشفى الملكي في 1511؛ الكاتدرائية التي بنيت سنة 1523؛ وقصر كارلوس الخامس في قلب الحمراء، أمر الإمبراطور ببنائه سنة 1526؛ والمستشارية التي بدأت في 1531؛ وغيرها.
سرعان ماانكشف العداء تجاه شخصية غرناطة المسلمة وجانبها الحضري، واعتبرت السلطات القشتالية نفسها ملتزمة بتحويلها من النمط الإسلامي إلى النمط المسيحي لحل المشاكل المفترضة المستمدة من هذا الوضع. وبذا وصف فيليب الثاني أهالي حي البيازين في سنة 1565 وفي مناسبات عدة بأنهم «خطيرين»، وأعطى تعليماته في هذا الشأن إلى عمدتها. فالنهم على القضاء على إسلام المدينة الجديدة أدى إلى هدم أو تحويل مساجدها الرئيسية: «ابن جمارة» في 1521، وأنتقيرة في 1540، و«مسجد قصر الحمراء» سنة 1576 .... وجرى في الوقت نفسه قشتلة المدينة بنسيجها الحضري وتوسيع الشوارع، وإزالة المقابر وتأسيس الأديرة. وفتح أو إصلاح الساحات الكبيرة: باب الرملة وميدان الأمير (Campo del Príncipe) (1513) ونوفا بلازا (سابقًا «الحطابين» 1515)... يشير برنارد فنسنت إلى أنه «في القرن السادس عشر، كانت غرناطة مدينة تحت الإنشاء»، وفقًا لبرنامج واسع النطاق للتغيير روجت له الملكية النمساوية.

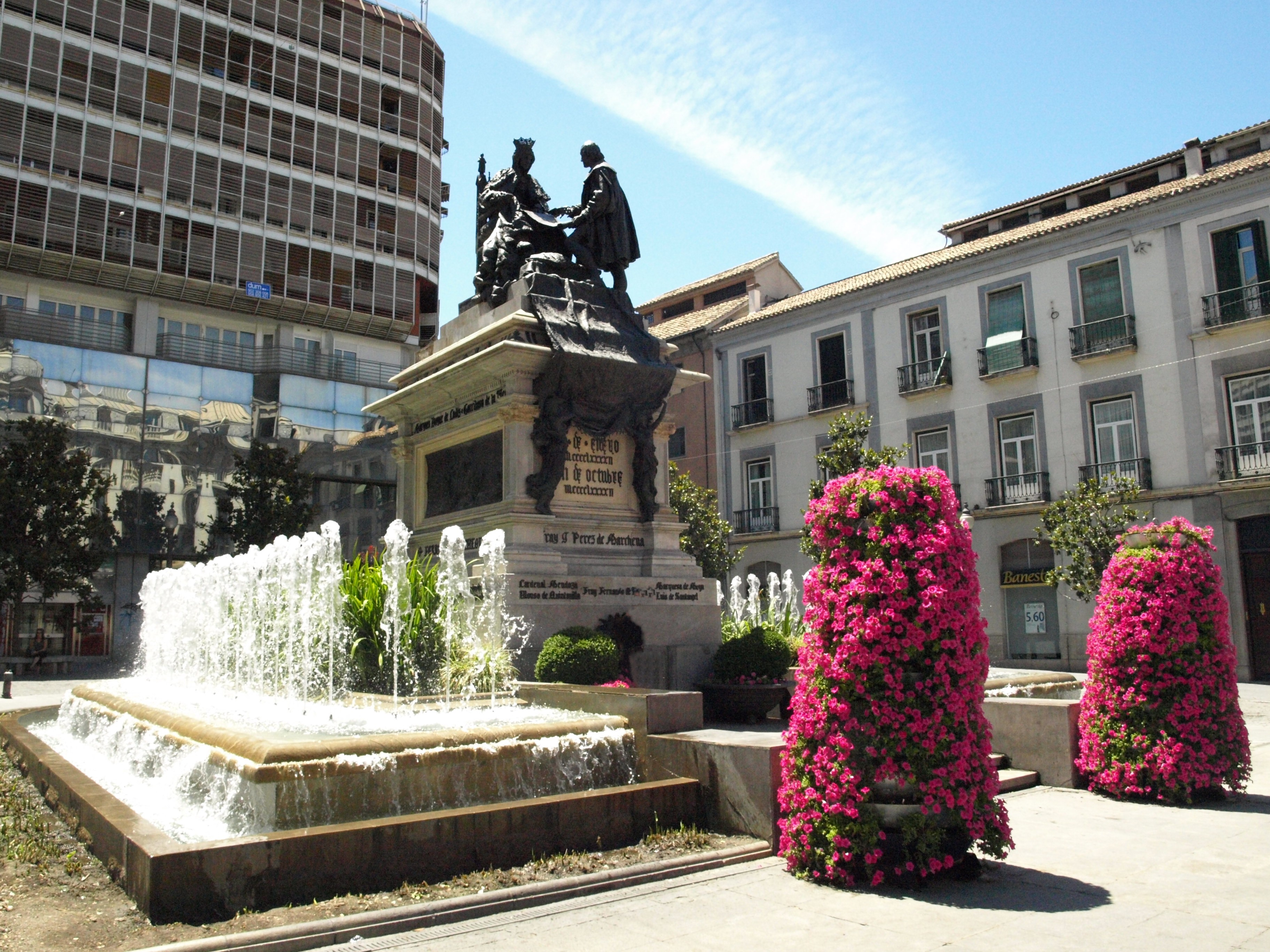
تمثال لإيزابيلا الكاثوليكية مستقبلة كريستوفر كولومبوس.

في البداية استبعد حي البيازين من سياسة التحول هذه، ولكن نتيجة لانتفاضة المورسكيين سنة 1568 التي انطلقت من قلب الحي، فتسبب ذلك بطرد معظم سكانها من منازلهم ومحلاتهم التجارية ومن المباني الأخرى، وجرى معها التهجير. فتعرض الحي للخراب السريع (تفاقمت بسبب استيلاء القوات العسكرية واغتصابهم الحي، والعواصف القوية سنة 1580)، فانخفض سكانها من 30,000 نسمة في 1560 إلى مجرد 5000 مسجل في 1620. كان القرن السابع عشر هو بداية تشكل البيازين إلى صورته الجديدة التي استمرت حتى اليوم، مع الحدائق الغرناطية المسماة حدائق الكارمن والجناين والبيوت المتناثرة.
بعد ذلك لم تخضع المدينة لتغييرات كبيرة في هيئتها وهيكلها من منتصف القرن السادس عشر إلى منتصف القرن التاسع عشر. وهذا مايفسره التراجع القوي الذي عانت منه في النصف الأول من هذه الفترة اقتصاديًا واجتماعيًا، وأضحت المدينة غير قادرة على تعويض الخسائر التي جرت بسبب القشتلة (التي أثرت على أنشطة مثل الحرير وري المحاصيل) وطرد المورسكيين، بالإضافة إلى سلسلة طويلة من الكوارث الطبيعية (الفيضانات والزلازل وما إلى ذلك) والأوبئة وخاصة التيفوس. وهكذا انخفض عدد السكان من حوالي 70,000 نسمة محسوبًا للثلث الأول من القرن السادس عشر إلى 39,000 فقط في تعداد 1718.

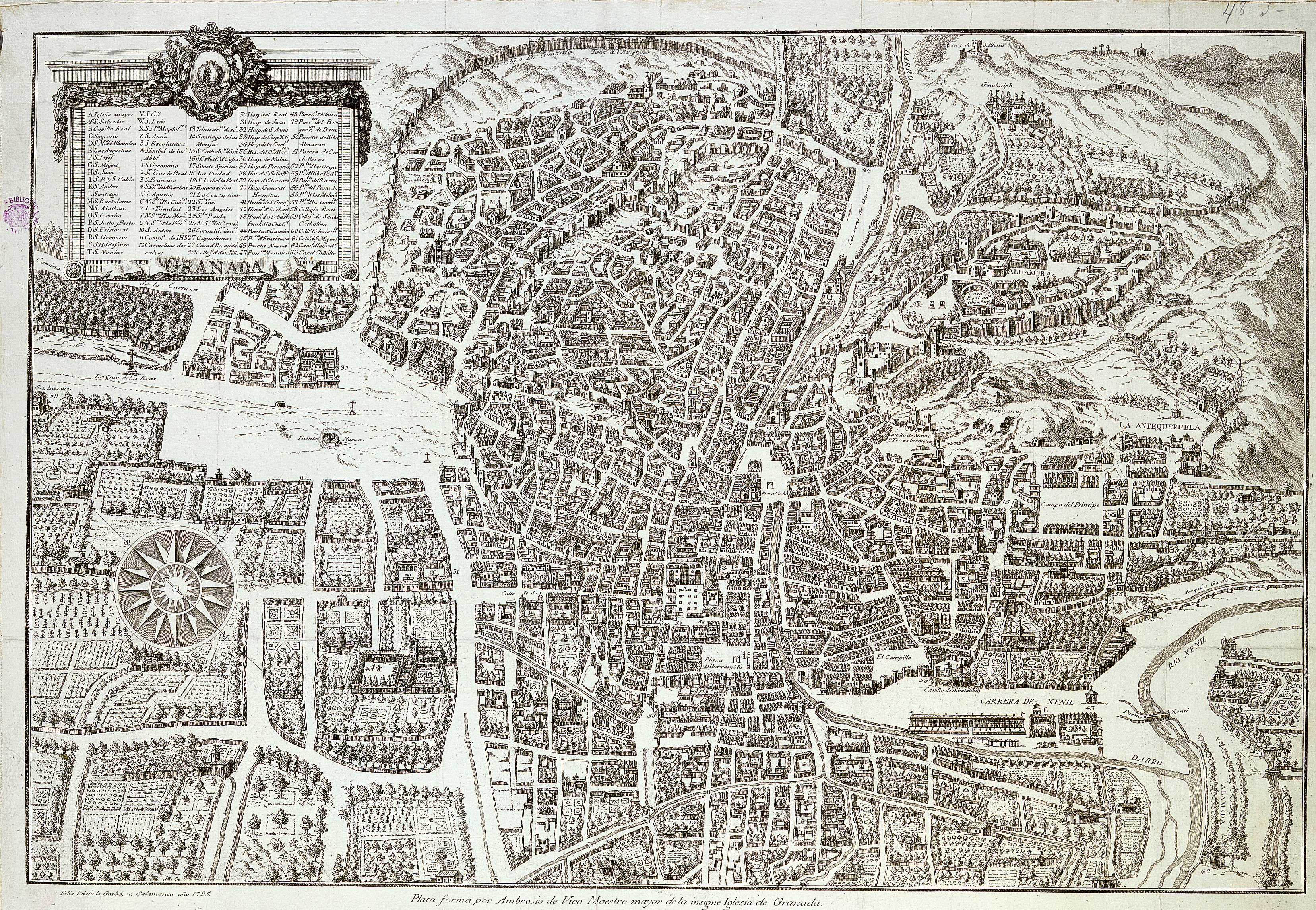
خريطة غرناطة حوالي 1613.

نشأت خلال القرن السابع عشر سلسلة من أعمال الشغب والتمرد المعيشي بسبب وضعهم الاقتصادي السيئ، وأخطرها تلك التي جرت سنة 1648. ولكن السكان والاقتصاد تعافى خلال القرن الثامن عشر، وذلك بسبب النتائج القوية لانخفاض معدل الوفيات والهجرة من إسبانيا إلى القارة الجديدة، والتي تجلت في إرثها الباروكي الهام، لتصل إلى أكثر من 50,000 نسمة بحلول 1752، وفقًا لإحصاء إنسنادا (Catastro de Ensenada)، وهو رقم ظل مستقرًا بالفعل لفترة طويلة ونتيجة لذلك في النصف الأخير من القرن الثامن عشر، تم تنفيذ أعمال حضرية مهمة، وكلها بجوار نهر شنيل.

### الحقبة المعاصرة

#### القرن التاسع عشر

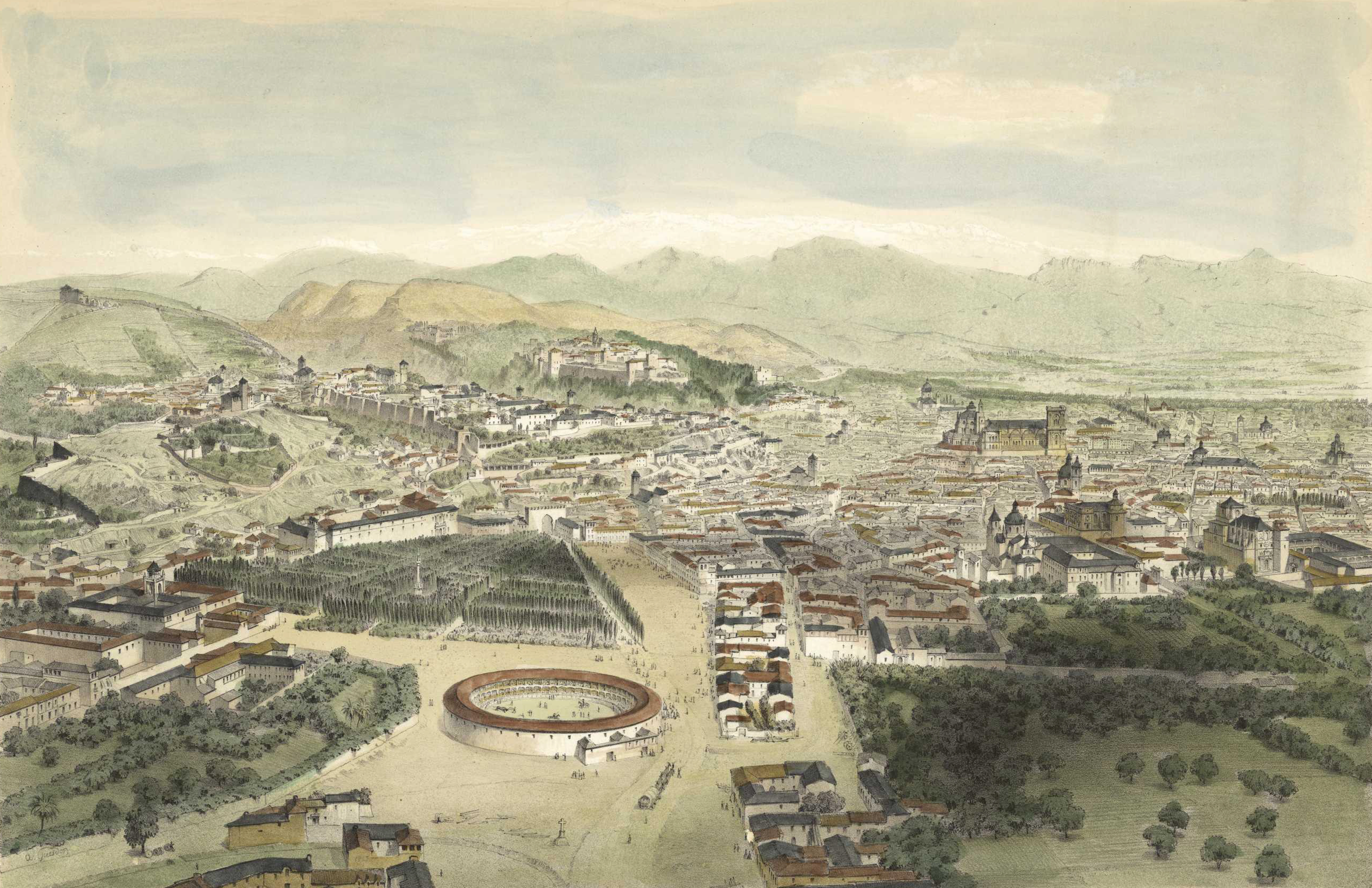
منظر جوي لغرناطة في منتصف القرن التاسع عشر

مع دخول القرن التاسع عشر ظهرت غرناطة بأنها مدينة مقدسة وعقائدية وبيروقراطية، حيث مقر الديوان الملكي وجامعة ومؤسسة عسكرية كبيرة، مما يعني الإقامة المؤقتة للعديد من الناس، وتعزيز قطاع الخدمات والتجارة والحرف اليدوية. بالإضافة إلى ذلك فإن الإنتاج الزراعي في سهولها الخصبة جعل منها واحدة من أعلى المدن دخلاً في إسبانيا. وكانت غرناطة آنذاك العاصمة الثالثة في التصويت بالكورتيس. وكان رجال الدين العاديين لهم وزن اقتصادي كبير في المدينة، ويرجع بعضه إلى ممتلكات الكنيسة الكبيرة، والبعض الآخر بسبب أنشطتها التجارية، والتي تضمنت تملكها العديد من دور الضيافة. أما الهيكل الحضري فقد استمر في الحفاظ على طابع القرون الوسطى، على الأقل في الأحياء الداخلية، ولا يزال جزء من نمطها الزراعي منذ العصر الأندلسي، مما جعلها مدينة خلابة ولكنها غير صحية. بحلول نهاية القرن الثامن عشر، تطورت الصناعات التكميلية لمحاصيل الحرير والكتان والقنب مما أنتج نموًا اقتصاديًا قويًا. ولكن مع بداية القرن الجديد، بدأ هذا السوق في الانحدار جزئياً نتيجة لتحالف إسبانيا مع فرنسا في حربها ضد إنجلترا والهزيمة اللاحقة للجيش الفرنسي الإسباني في معركة ترافلجار (1805)، مما أغلق عليها السوق الإنجليزي، الوجهة الرئيسية لغزل غرناطة.
احتلت القوات الفرنسية بقيادة الجنرال سيباستياني [الإنجليزية] غرناطة في 28 يناير 1810، وبقيت فيها حتى 16 سبتمبر 1812. وشكلت تلك الفترة القصيرة عبئًا اقتصاديًا خطيرًا، بسبب التحصينات التي لا حصر لها قام بها سيباستياني، فاستقر في محيط قصر الحمراء وقلعة سانتا إيلينا. قاموا أيضًا بتطوير بعض الأعمال الحضرية مثل المناظر الطبيعية للقاعة والمضخة والمشي والجسر الأخضر فوق نهر شنيل، الذي يقع في نهايتها، على الرغم من بناء ذلك فقد قاموا بإسقاط برج دير سان جيرونيمو، بالإضافة إلى إكمال مسرح نابليون (لاحقًا سرفانتس). وقبل مغادرة المدينة دمر سيباستياني عدة أبراج من سور الحمراء والمباني الأخرى ذات الاستخدام العسكري. ويقال أنه كان مسؤولًا أيضًا عن الدمار الجزئي لداخل القصر.
كان النصف الأول من القرن التاسع عشر فترة من الانحطاط الاقتصادي والركود الديموغرافي وتدهور القرية الحضرية، مما أدى إلى تفاقم المشاكل الصحية المتوطنة. وأضف إلى ذلك فقدان الوزن السياسي والبيروقراطي (على سبيل المثال، فقدت المستشارية وضعها على هذا النحو وأصبحت مجلس استماع، تغطي أربع مقاطعات فقط). لم تساهم عمليات المصادرة الكنسية المتتالية في تحسين الوضع، بل على العكس من ذلك فقد عززت من عملية تدمير الإرث التاريخي بنسب لم تكن معروفة من قبل. ففي عهد إليزابيث الثانية، كان هدف المؤسسات هو تحديث المدينة، وتحسين ظروفها الصحية وتجديد قراها الريفية. ساعدت الطفرة الاقتصادية غير المتوقعة في العقود الأخيرة من القرن التاسع عشر مصانع سكر البنجر، والتي تم تركيب أولها في 1868، إلى جانب دمج غرناطة في شبكة السكك الحديدية، على تسهيل هذا العمل من خلال تعزيز التجارة والانفتاح. شوارع جديدة ذات تنسيق حديث: نفق نهر دارو، ولكن بالمقابل هدمت قرية إسلامية قديمة، ومنها قصر ست مريم Cetti Meriem؛ وهدم الدكاكين القديمة وغيرها. وهكذا اكتسبت غرناطة صورة برجوازية حديثة، مقابل تكلفة تدمير تراثها. قال الأستاذ جايا نونيو: إن «غرناطة أكثر مدن إسبانيا عانت خسائر كبيرة في تراثها التاريخي، إلى جانب سرقسطة».

#### القرن العشرين

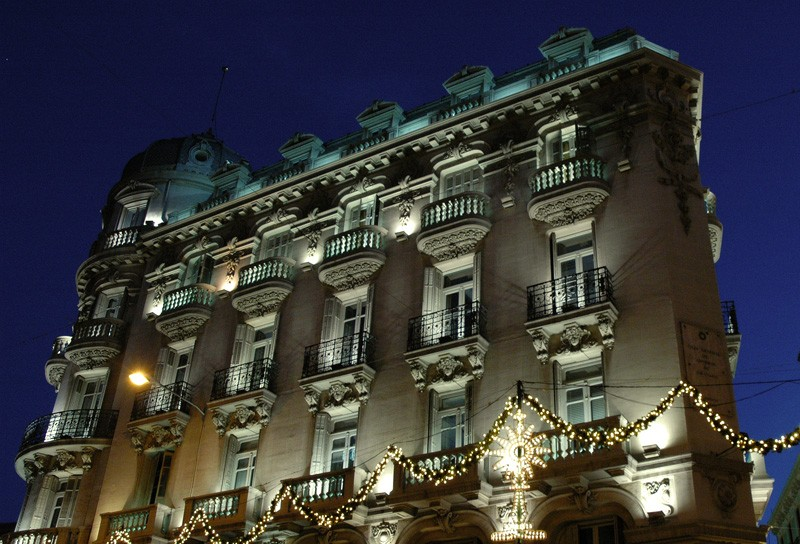
واجهة مبنى جران فيا.

بقيت غرناطة في بداية القرن العشرين على وضعها الاجتماعي والاقتصادي الجيد داخل إسبانيا، واقتصاد متنامي قائم على كل مايخص بنجر السكر ومع آفاق كبيرة لتصنيعه. استمرت هذه العملية على الأقل خلال الثلث الأول من القرن. فتسارع النمو السكاني من 1900 (75,900 نسمة في تلك السنة إلى 103,368 في تعداد 1920 إلى 155405 في سنة 1940)؛ وتضاعف السكان في بضع سنوات في كل من المدينة والبلدات المحيطة. كانت تلك العملية موازية لتطور التيارات التجديدية، على الرغم من أنها على هيكل سياسي مشدود، فلديها زعامات محلية قوية للغاية، مما جعلها غير قادرة على الاستفادة من جميع هذه العوامل، وتسيطر على الأوضاع مجموعة غير قابلة للاختراق من الممثلين في الكورتيس تتكون بشكل أساسي من ملاك الأراضي وبعض المهنيين، خاصة أساتذة الجامعات والمحامين. في هذه الفترة تمكنت أحزاب مثل الحزب الاشتراكي العمالي الإسباني والحزب الجمهوري المستقل في غرناطة (PRAG) من جمع جزء مهم من الأصوات لحسم انتخابات البلدية في 12 أبريل 1931، وتمكنا معاً من حصد 30 من أصل 45 كرسيا. وفي الفترة الأولى من الجمهورية الثانية كانت المدينة يحكمها اشتراكيون مستقلون وجمهوريون، بالرغم من تفككهم في 1932. وقد اندمج جزء منهم في الحزب الراديكالي، فنمت قاعدته الشعبية حتى تساوت أصواته مع الاشتراكيين في انتخابات البلدية 1933. فكانت في تلك الفترة (1931-1933) نزاعات اجتماعية في المدينة، واندلعت العديد من أعمال الشغب وحرب شوارع، خاصة التي قام بها العمال في قطاع السكر، حيث كانوا نشطين للغاية. وفي انتخابات 1933، فازت الأحزاب المحافظة العمل الشعبي وحزب سيدا بالانتخابات العامة مع الراديكاليين، فاستلموا مجلس المدينة من خلال لجنة الإدارة بعد هزيمة المجلس السابق بالكامل. وفي الفترة 1933-1936 اختفى الحزب الراديكالي عمليا في غرناطة وازداد الصراع الاجتماعي. ومع أنه فاز بالانتخابات في تلك السنة مع الحزب اليميني سيدا، على الرغم من التراكم الكبير من المخالفات التي اشعلت احتجاجات الاشتراكيين مطالبة بتعديل النتائج.
في 20 يوليو 1936 ثارت عناصر متورطة في المؤامرة العسكرية ضد الجمهورية وسيطرت على المدينة. فقاوم حي البيازين جيش المتمردين لعدة أيام، لكنه هُزٍم في 23 يوليو. فاندلاع الحرب الأهلية جعل غرناطة منطقة ثائرة معزولة بين المناطق التي تسيطر عليها الحكومة الجمهورية، مما أدى بالمتمردين في الأشهر الأولى إلى قيامهم بحملة كبيرة من الاعتقالات والإعدامات السياسية [الإسبانية] (من بينهم غارسيا لوركا): ذكرت التقديرات بأن من أعدم في الفترة (1936-1956) في مقبرة غرناطة حوالي 3969. وخلال الحرب اتخذ مجلس المدينة خطة إصلاح وتوسيع طموحة للمدينة، تم تفعيلها بدءا من 1938 مع وصول أنطونيو جاليجو بورين إلى رئاسة البلدية، والذي تضمن تطهير عدد كبير من المباني والمناطق في المدينة، بحيث أزال أحياء بأكملها مثل لا مانيغوا، وافتتح مكانها شارع أنغيل جانيفيه الحالي.

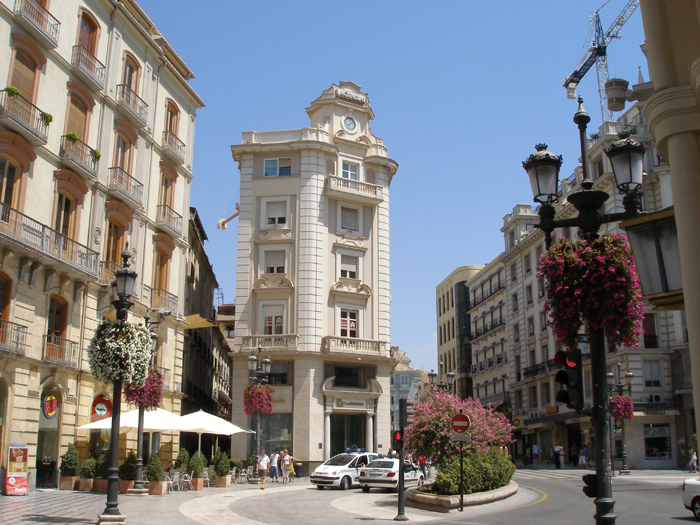
Puerta Real de España, أو بورتا ريال دي إسبانيا، في وسط مدينة غرناطة.

نشأ جزء كبير من الصراع الاجتماعي في فترة الجمهورية بسبب الأزمة الاقتصادية القوية، التي أدت إلى سقوط قطاع السكر في غرناطة مما أثر تأثيرا خطيرا على المدينة. ففي سنة 1926 تم تفكيك أول المصانع (المصنع في سانتا جوليانا)، ثم تلاه المصنع بعد الآخر حتى توقف آخر المصانع في سنة 1940، منهية دورة في النشاط لم يعد لها بديل اقتصادي. وفوق ذلك، كان تأثير الحرب إضافة إلى فقدان النسيج الصناعي واستبعاد غرناطة من المناطق المدعومة بقانون حماية الصناعة الوطني لسنة 1939، أدى إلى ركود المدينة اقتصاديًا وتراجع التركيبة السكانية بسبب الهجرة الناتجة من تخلف إسبانيا عن التطور منذ نهاية الخمسينيات. في فترة مابعد الحرب الأهلية، هوت غرناطة في مؤشرات الدخل الوطني إلى الأماكن الدنيا. ولكن تطور قطاع خدماتي ثالث قوي في الثلث الأخير من القرن وهي السياحة. على أي حال فإن التنموية في الستينيات والسبعينيات غيرت كثيرا من الصورة النمطية للمدينة، التي امتدت فوق السهل الخصيب أصلحت هيكلها الداخلي، مستمرة بطريقة ما في سياسات القرن الماضي، بهدم البساتين القديمة لتوسيع جانبي الشوارع، بسبب ضغط حركة المرور في المناطق الحضرية.
في 19 أبريل 1956 وقع ثاني أهم زلزال في تاريخ العاصمة، اشتهر على مر السنين باسم زلزال ألبولوتي.

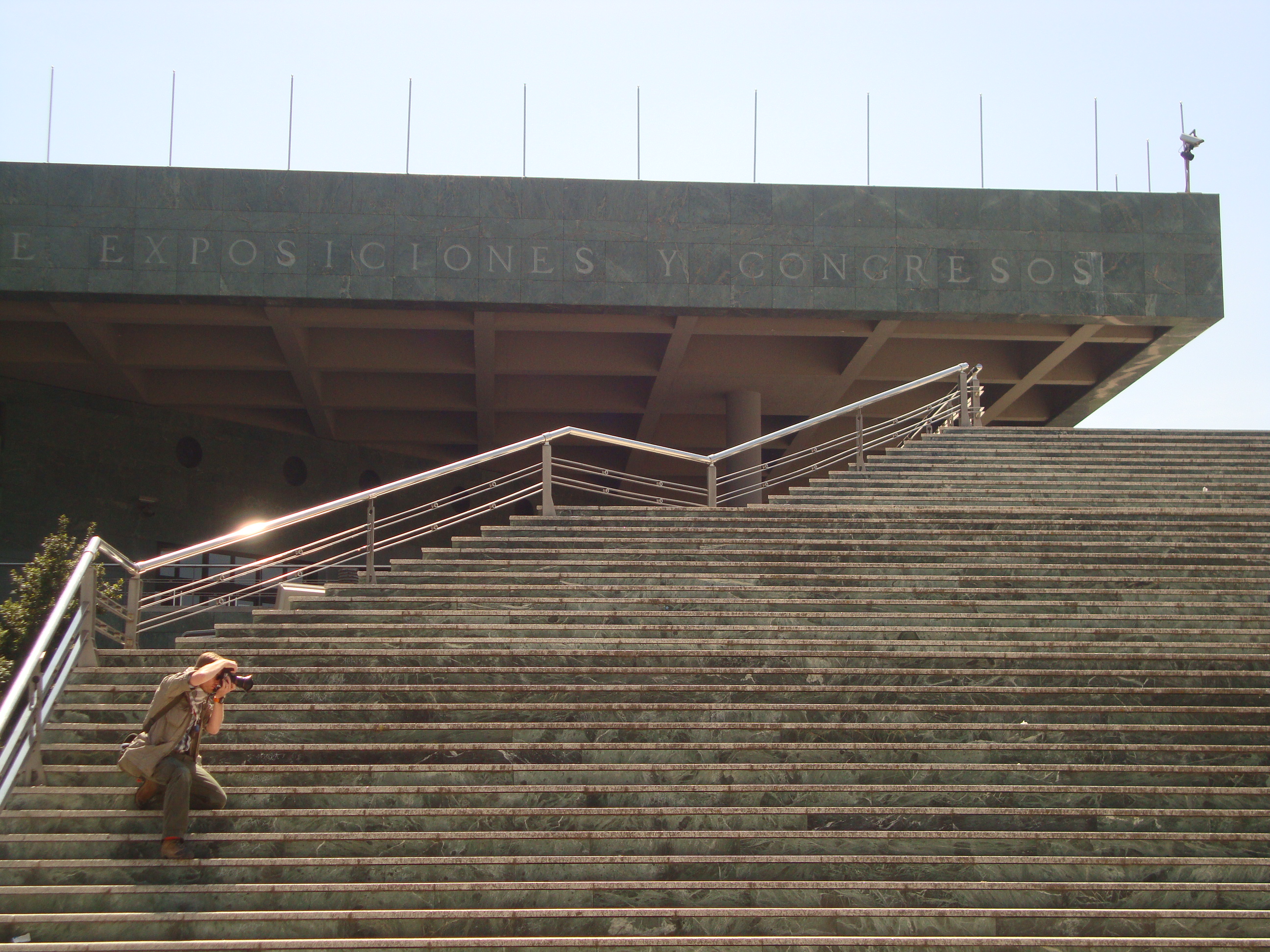
مبنى برلمان غرناطة، في حي فيغاريس.

#### المرحلة الديمقراطية الأخيرة
جرى في 3 أبريل 1979 أول انتخابات بلدية ديموقراطية في جميع أنحاء إسبانيا وحصلت أربعة أحزاب سياسية على تمثيل في غرناطة: UCD وPSOE وPCE وPSA؛ لم يحصل أي منهم على أصوات كافية للحكم بمفرده، لذلك تحالف PSOE وPCE وPSA، وانتخب المجلس البلدي العام المستشار الاشتراكي أنطونيو جارا أندريو عمدة لغرناطة. بالكاد اختلفت السياسة الحضرية لحكومة البلدية والحكومات اللاحقة عن السياسات السابقة مع خطط تهدف إلى «تحديث» المدينة كونها عاصمة المقاطعة، وهي أول من يتم أخذها في الحسبان في المجتمع، والتي تضم 33 بلدية. كان الهدف هو حل مشكلة البنى التحتية السيئة للمواصلات، سواء سكك الحديد أو طرق البر، والتي عزلت غرناطة منذ منتصف القرن العشرين.
لهذا السبب كان التحسن التدريجي للبنى التحتية والإقامة في مدينة المؤسسات ذات الحكم الذاتي أساسيا. فأنشئت في سنة 1989 محكمة العدل العليا الأندلسية ومقرها في غرناطة، على الرغم من أن بعض مكاتبها تقع في إشبيلية ومالقة. في التسعينات تم تحسين المواصلات البرية من خلال بناء الطرق السريعة مع ألمرية وجاين ومالقة وإشبيلية وتسهيل السفر إلى مدريد وفالنسيا. تم الانتهاء من العمل مع تحويل الطريق السريع إلى الساحل (A-44) الذي يصل إلى ميناء موتريل. تم تطوير شخصية المدينة الثقافية التي حاولت غرناطة دائمًا ابرازها. ففي مايو 1995 افتتحت حديقة العلوم، أول متحف تفاعلي في جنوب إسبانيا. يسمح هذا المتحف بمقاربة مرحة للثقافة العلمية وخلال فترة المدرسة يزوره الآلاف من أطفال المدارس.

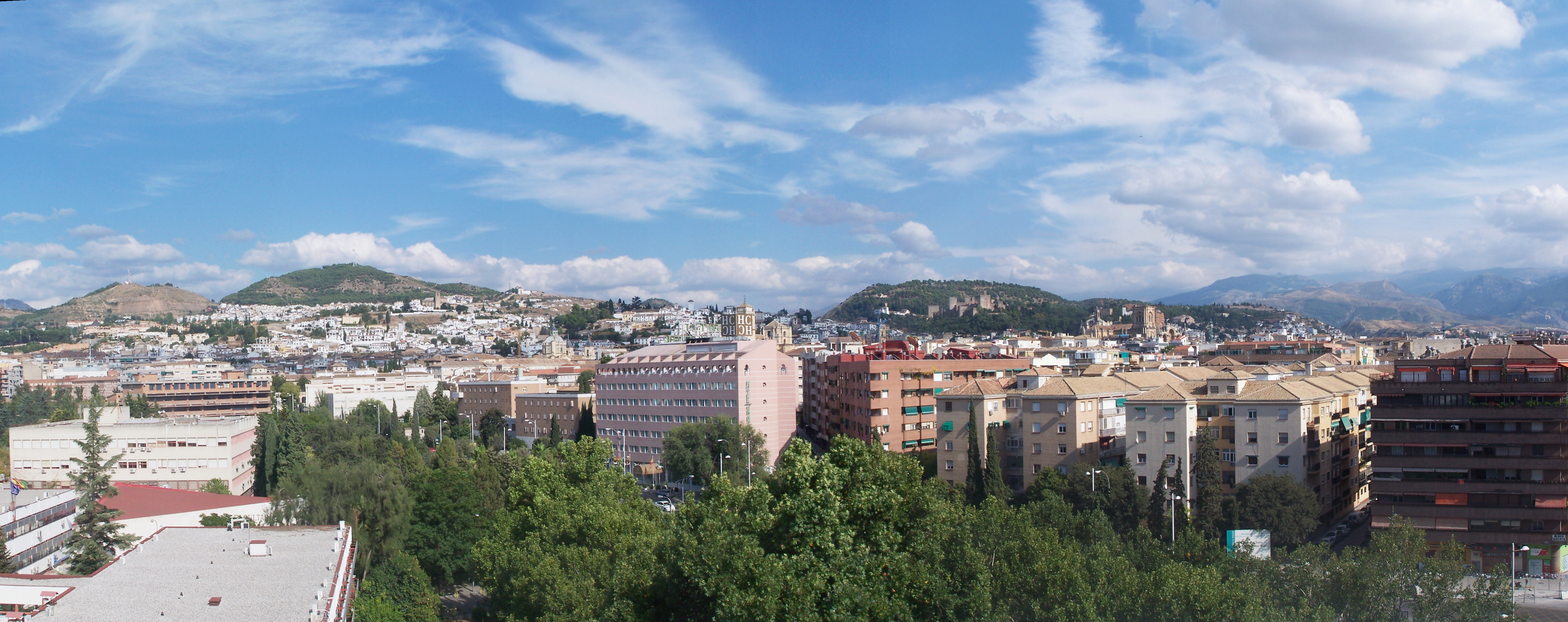
صورة شاملة لغرناطة سنة 2013

## معالم غرناطة
يُعتبر قصر الحمراء وجنة العريف من أعظم الثروات الثقافية في غرناطة بين المسلمين واليهود والمسحيين. وجنة العريف هي حدائق مرفقة بالقصر تتميز بموقعها وتصميمها الفريد، فضلاً عن التنوع في أزهارها ونباتاتها ونوافيرها. ويُعد قصر الحمراء تتويج لأبرز الأعمال المعمارية في عهد بنو الأحمر في الفترة بين القرنين الثالث عشر والرابع عشر. وتم بناء معظم قصر الحمراء في عهد يوسف الأول ومحمد الخامس بين الأعوام 1333 و1354.
كما أن غرناطة معروفة داخل إسبانيا نظراً إلى مكانة جامعة غرناطة. ويقال أن غرناطة واحدة من أفضل ثلاث مدن للجامعيين (الاثنتين الأخريين هما سالامانكا وسانتياغو دي كومبوستيلا).
الرمان (باللغة الإسبانية، جرانادا) هو شعار مدينة غرناطة.

### قصر الحمراء
بُني قصر الحمراء في عهد بنو الأحمر، واندرج ضمن مواقع التراث العالمي من قبل اليونسكو عام 1984. وهو يُعد واحداً من أكثر المواقع أهمية في إسبانيا وأكثرها زيارة. ويتألف من منطقة دفاعية وهي القصبة، ومساكن للحكام والعامة، وقصر لخلفاء بنو الأحمر، والقصر نفسه، بالإضافة إلى حدائق منها جنة العريف. ويقع قصر الحمراء فوق هضبة صغيرة على الحدود الجنوبية الشرقية من المدينة في سفوح جبل الثلج (بالإسبانية: Sierra Nevada) فوق الوادي. وكان بجواره بعض المساكن التي تم بناؤها قبل وصول المسلمين. كما أن القصر محاط بسور بالكامل ويحده من الشمال الوادي، ومن الجنوب السبيكة.
في القرن الحادي عشر تطور قصر الحمراء ليصبح مدينة محصنة أصبحت بمثابة معقل عسكري سيطر على المدينة بكاملها. ولكن في القرن الثالث عشر ومع وصول الخليفة الأول من سلالة بنو الأحمر محمد بن نصر (1238-1273) قام بتأسيس مقر الخلافة في قصر الحمراء، كما ضم كبار المسؤولين بما فيهم موظفو المحكمة وجنود النخبة وذلك في القرنين الثالث عشر والرابع عشر.
في عام 1527 م قام الإمبراطور الروماني شارل الخامس بهدم جزء من قصر الحمراء لبناء قصره الخاص الذي حمل اسمه، كما قام بعض ملوك الكاثوليك بتغيير بعض غرف القصر بعد استيلائهم عليه عام 1492. كما قام شارل الخامس ببناء غرفة ملابس لزوجته إيزابيل فوق أحد الأبراج.
في القرن الثامن عشر توقفت صيانة القصر لمدة مائة عام، وأثناء السيطرة الفرنسية على القصر فُقدت أجزاء كبيرة من القلعة. أما التصليحات والترميمات المستمرة فلم تبدأ إلا مع القرن التاسع عشر. ويضم القصر حالياً متحف قصر الحمراء الذي يحوي قطعاً استخرجت من الموقع نفسه، بالإضافة لمتحف الفنون الجميلة.

### جنة العريف

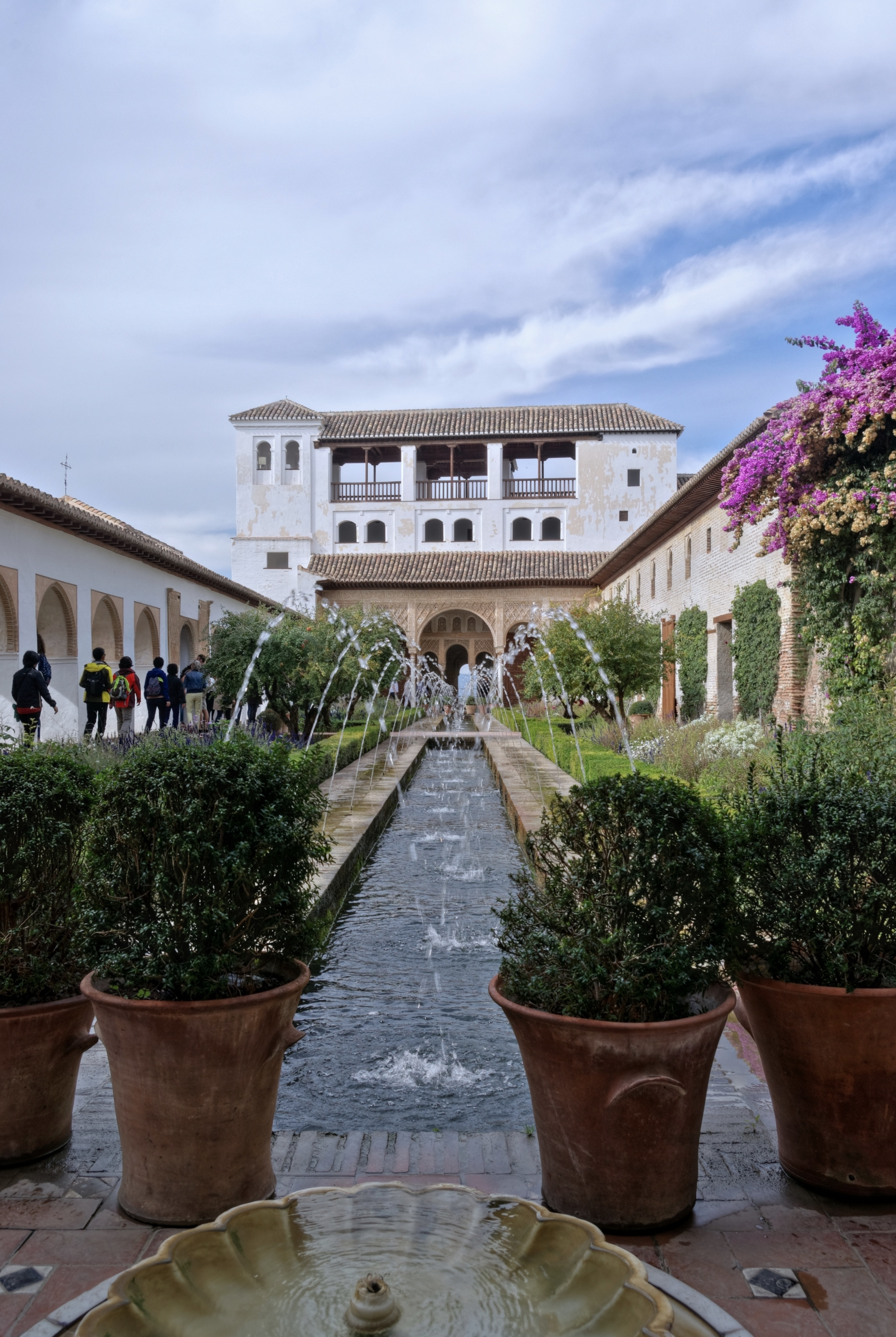
جنة العريف

هي حدائق ملحقة بالقصر وهي مكان استجمام وراحة أمراء غرناطة المسلمين عندما كانوا يريدون الفرار من ملل الحياة الرسمية في القصر، وهي تقع في موقع يسمح برؤيتها من جميع أنحاء المدينة. وقد تم بناء القصر والحدائق على طراز بنو الأحمر في عهد محمد الثالث (1302-1309)، وتم إعادة تصميمها بعد فترة وجيزة من قبل أبو الوليد إسماعيل (1313-1324). وهي الآن من أكثر الأماكن جذبًا للسياح في غرناطة.

### كاتدرائية غرناطة

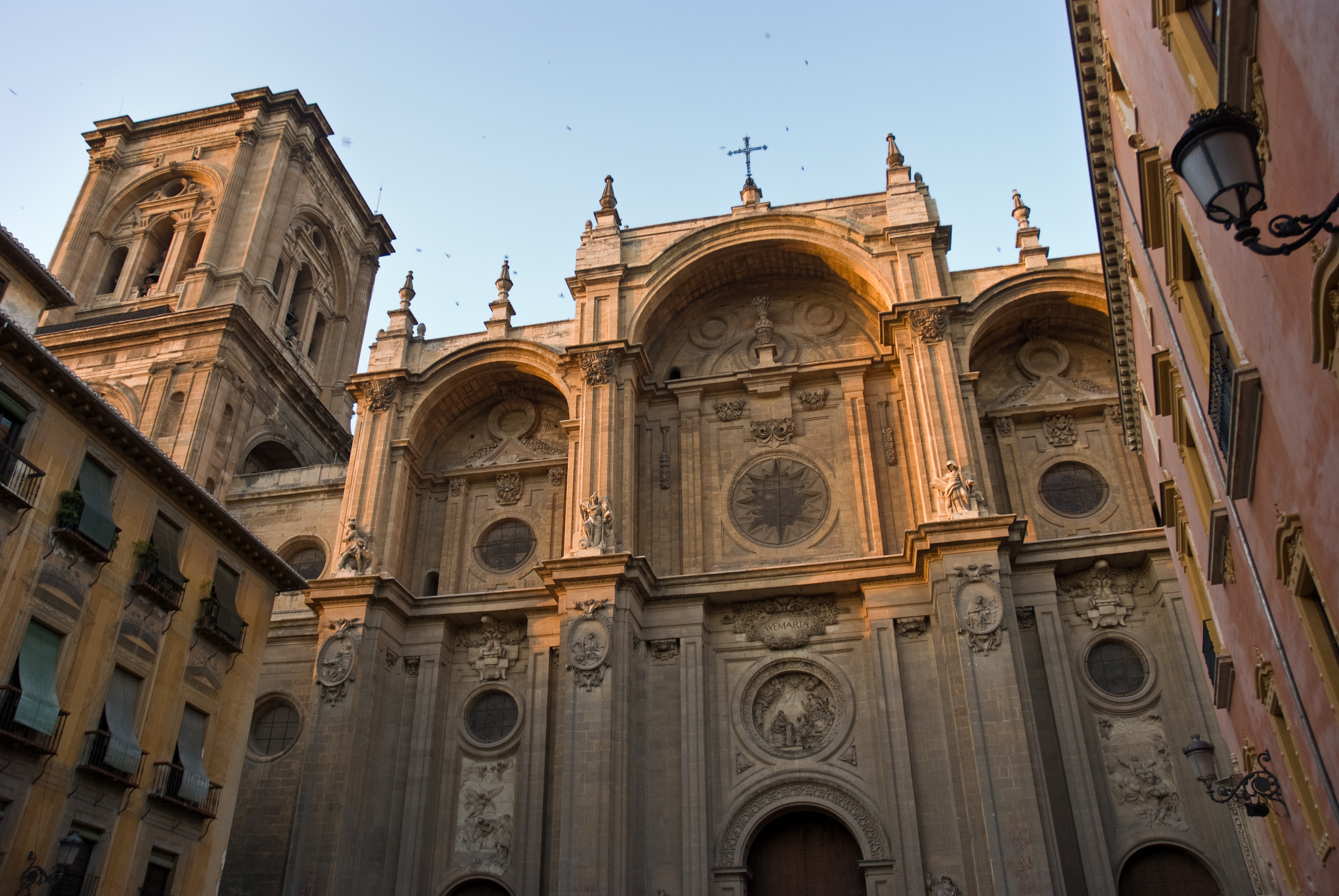
كاتدرائية غرناطة

بُنيت كاتدرائية غرناطة فوق مسجد غرناطة الشهير الذي بناه بنو الأحمر وسط المدينة. وبدأت أعمال البناء فيه أثناء عصر النهضة الإسباني في أوائل القرن السادس عشر. وبعد فترة وجيزة من سقوط غرناطة بيد الملكان الكاثوليكيان (فرناندو الثاني وإيزابيلا) تم تكليف خوان جيل دي هونتانون وإنريكي إيجاس بأعمال البناء. كم تم تشييد العديد من المباني في عهد شارل الخامس.
تم بناء كاتدرائية غرناطة على غرار كاتدرائية طليطلة، أي على الطراز القوطي وهو الطراز المعماري السائد في إسبانيا في أوائل القرن السادس عشر. ولكن في عام 1529 ألغت السلطة الكاثوليكية تكليف إنريكي إيجاس وقامت بتكليف دييغو سيلو الذي أكمل عمل سلفه لكنه أضاف عناصر من طراز عصر النهضة. ومع مرور الوقت قامت الأسقفية ببناء مشاريع معمارية جديدة مثل إعادة تصميم الواجهة الرئيسية للكاتدرائية عام 1664 من قبل «ألونسو كانو» وذلك لإدخال عناصر طراز الباروك. وفي عام 1706 تم بناء سكن الكاتدرائية.

### الكنيسة الملكية
أصدر الملكان الكاثوليكيان مرسومًا ملكيًّا في الثالث عشر من سبتمبر عام 1504 لاختيار غرناطة مدينة دفن لهم. لذلك تم بناء الكنيسة الملكية فيها على أنقاض شرفة مسجد غرناطة حتى يتم دفن الملكين الكاثوليكيين وأبنائهم جوانا وفيليب الأول. وبدأ بناء الكنيسة الملكية في عام 1505 من قبل «إنريكي إيجاس» واستغرق بناؤُها عدة مراحل وجمعت في تصميمها بين الطراز القوطي وطراز عصر النهضة.

### البيازين

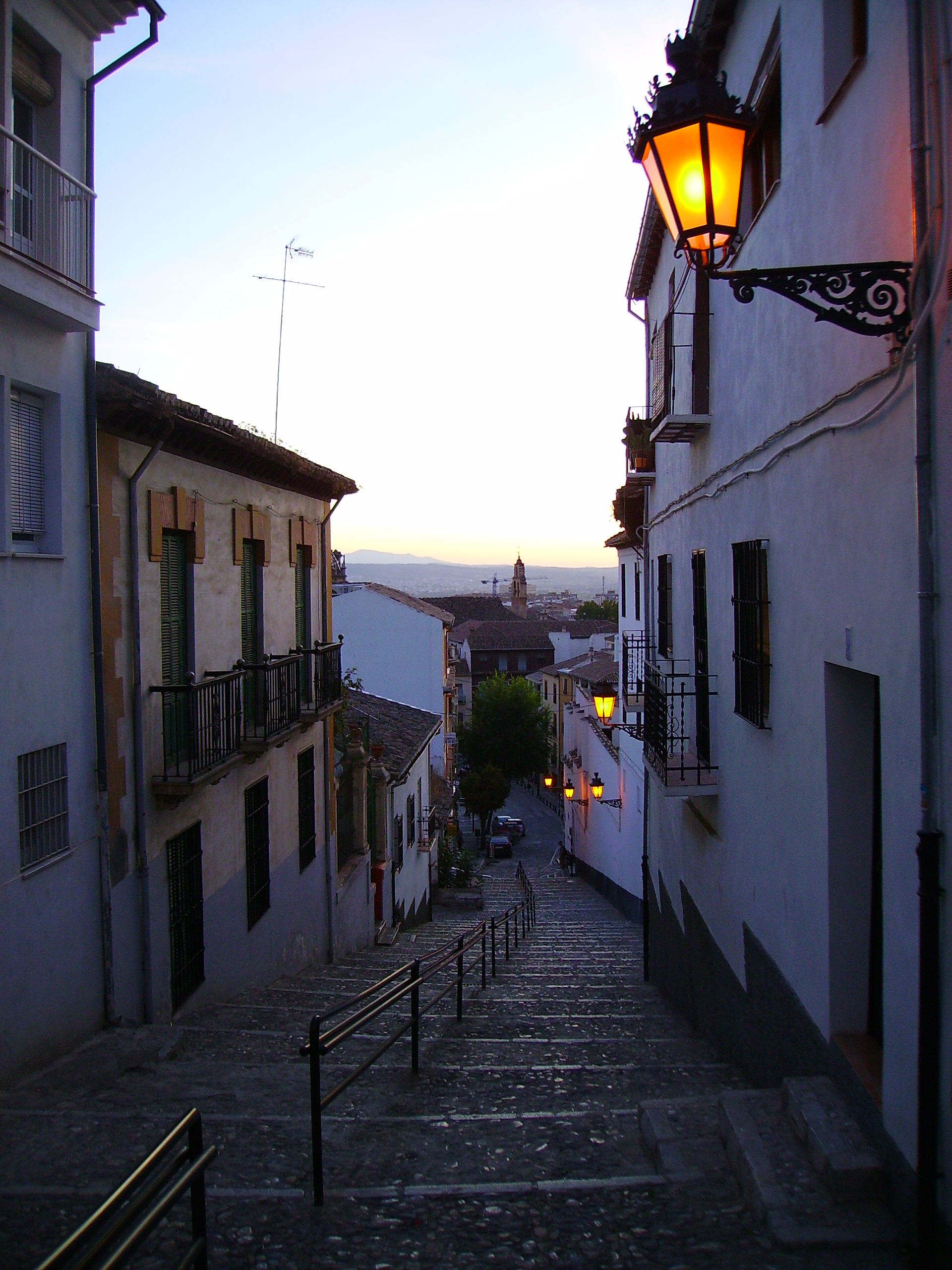
البيازين

هو حيّ ذو أصل أندلسي ويُعد وجهة أساسية لكثير من الزوار الذين يقصدونه لمكانته التاريخية والمعمارية ولمناظره الطبيعية.
وترجع المكتشفات الأثرية في المنطقة إلى العصور القديمة، وأصبح أكثرَ أهميةً مع وصول بنو زيري في عام 1013 م الذين قاموا ببناء جدران دفاعية حوله. وفي عهد بني الأحمر حدث تطوير كبير للحيّ الذي يتميز بشوارعه الضيقة والمرتبة على شكل شبكة تمتد من أعلى المدينة إلى أسفلها عند النهر.
وفي العهد الإسلامي عُرفت البيازين بثوراتها المتعددة ضد الخليفة وكانت في ذلك الوقت مقر إقامة الصناعيين والحرفيين والأرستقراطيين. ومع استيلاء المسيحيين عليها بدأت تدريجياً تفقد بريقها. وفي عهد فيليب الثاني وبعد أن تم طرد المسلمين من الأندلس وأُخلي الحيّ من جميع سكانه.
وفي عام 1994 أدرجت اليونسكو البيازين ضمن مواقع التراث العالمي. ومن بين الثروات المعمارية في البيازين جدران القصبة القديمة التي ترجع لعهد بنو زيري، والجدران التي بُنيت في عهد بنو الأحمر، وأبراج القصبة، والمسجد الرئيسي الذي تم تحويله لكنيسة.

## النمو الديموغرافي في غرناطة
| تطور النمو الديموغرافي غرناطة بين 1991 و 2004 |         |         |         |
| 1991                                          | 1996    | 2001    | 2004    |
| 238.292                                       | 240.661 | 245.640 | 255.212 |
|                                               |         |         |         |

## معرض صور

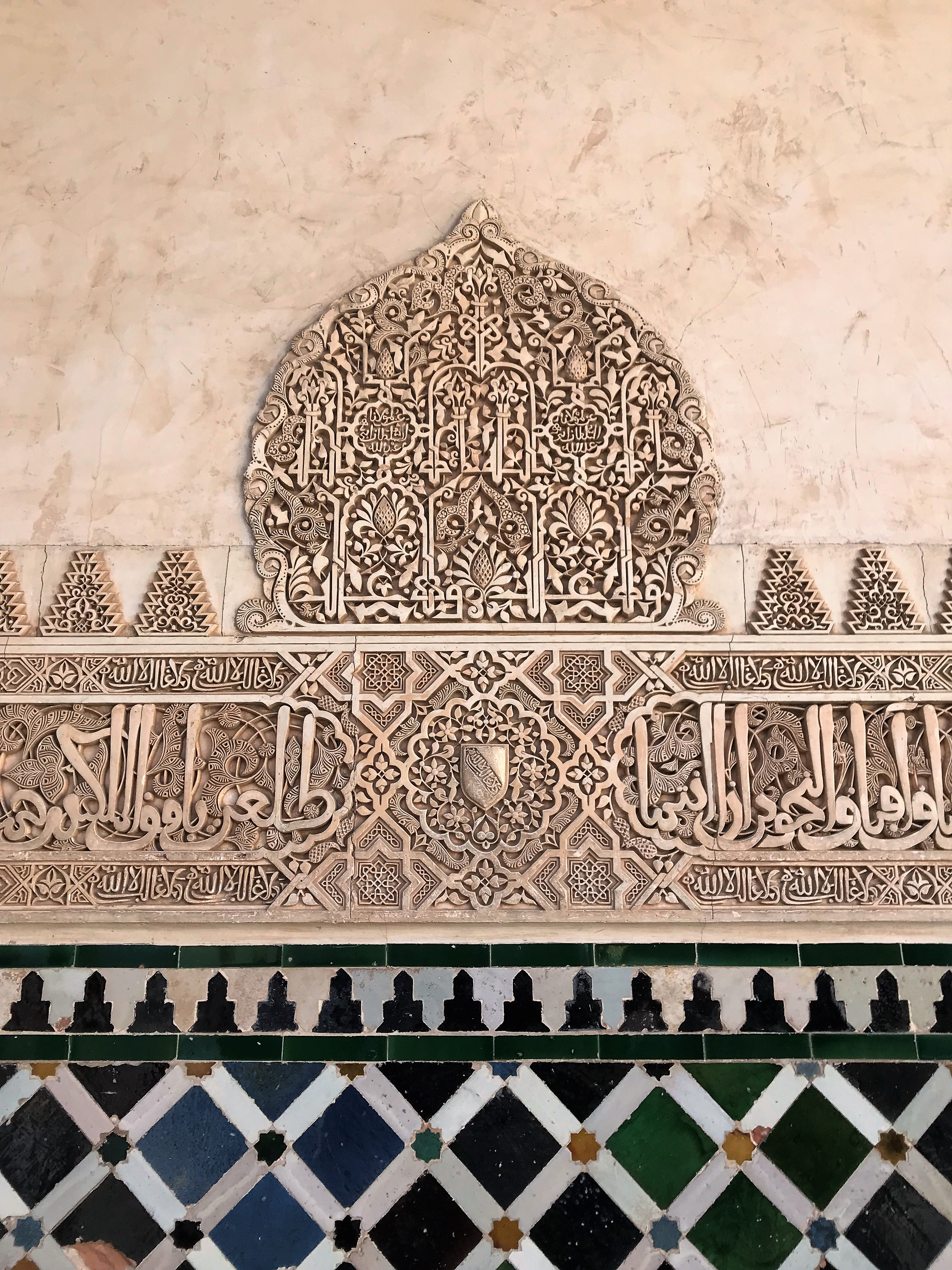
تصاميم جدارية استخدمت الزخرفة والكتابة الإسلامية.
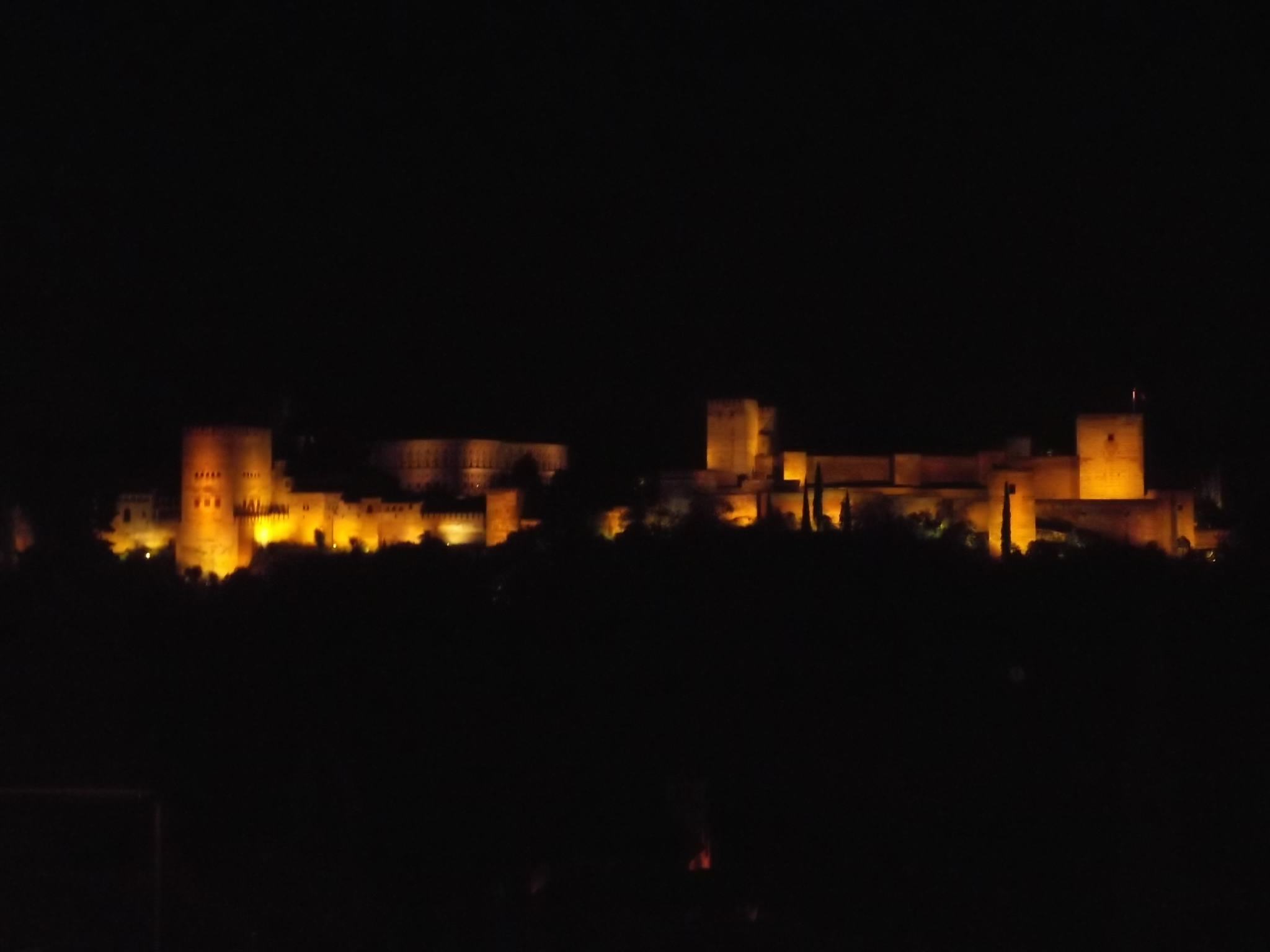
قصر الحمراء ليلًا من منظرة سان نيكولاس.
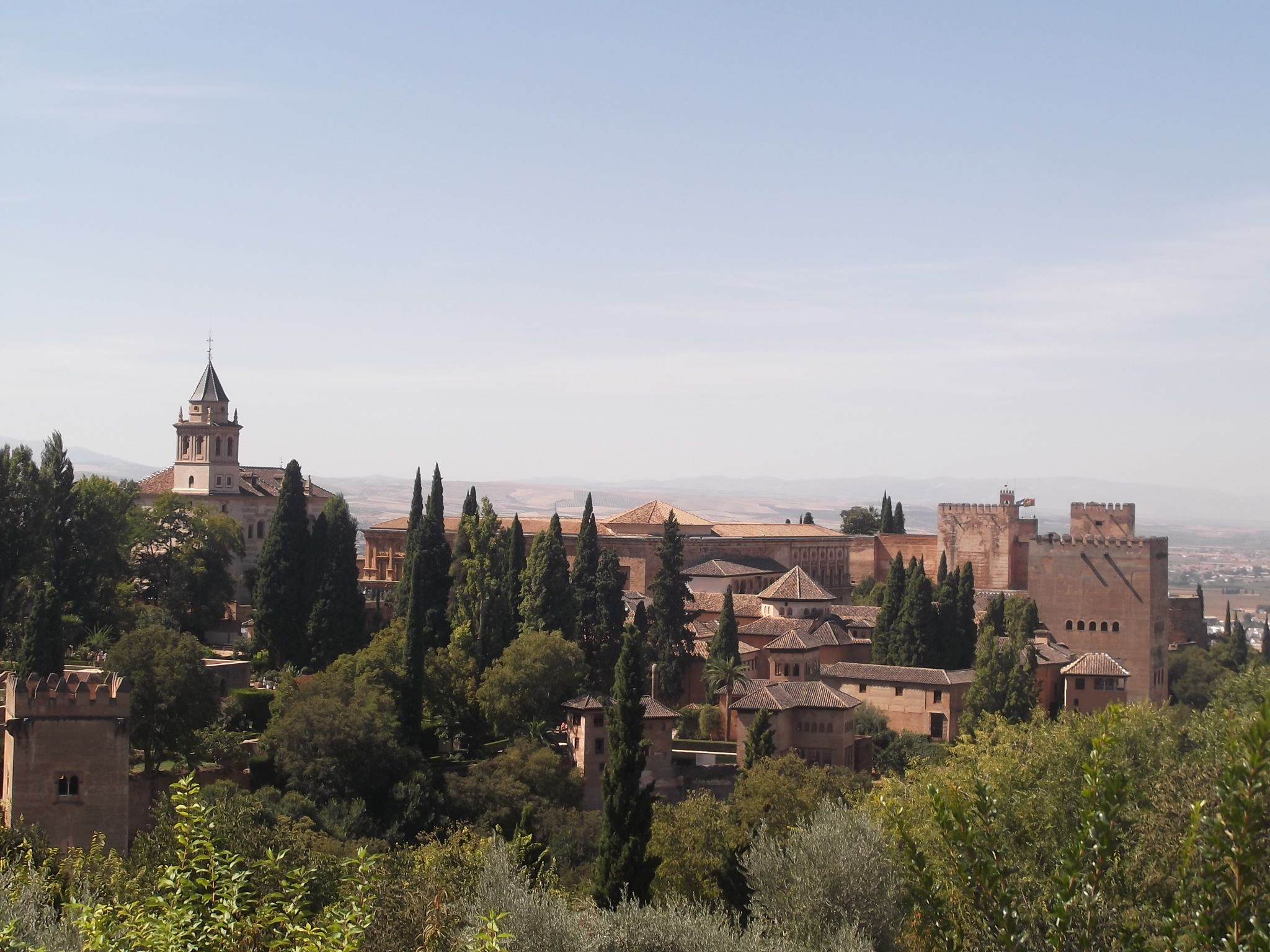
قصر الحمراء كما يُرى عن بعد.
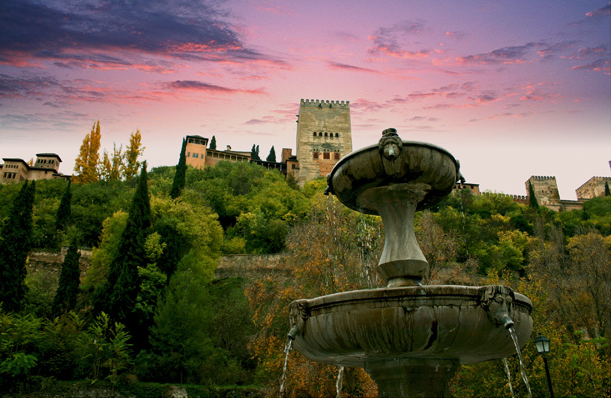
قصر الحمراء.
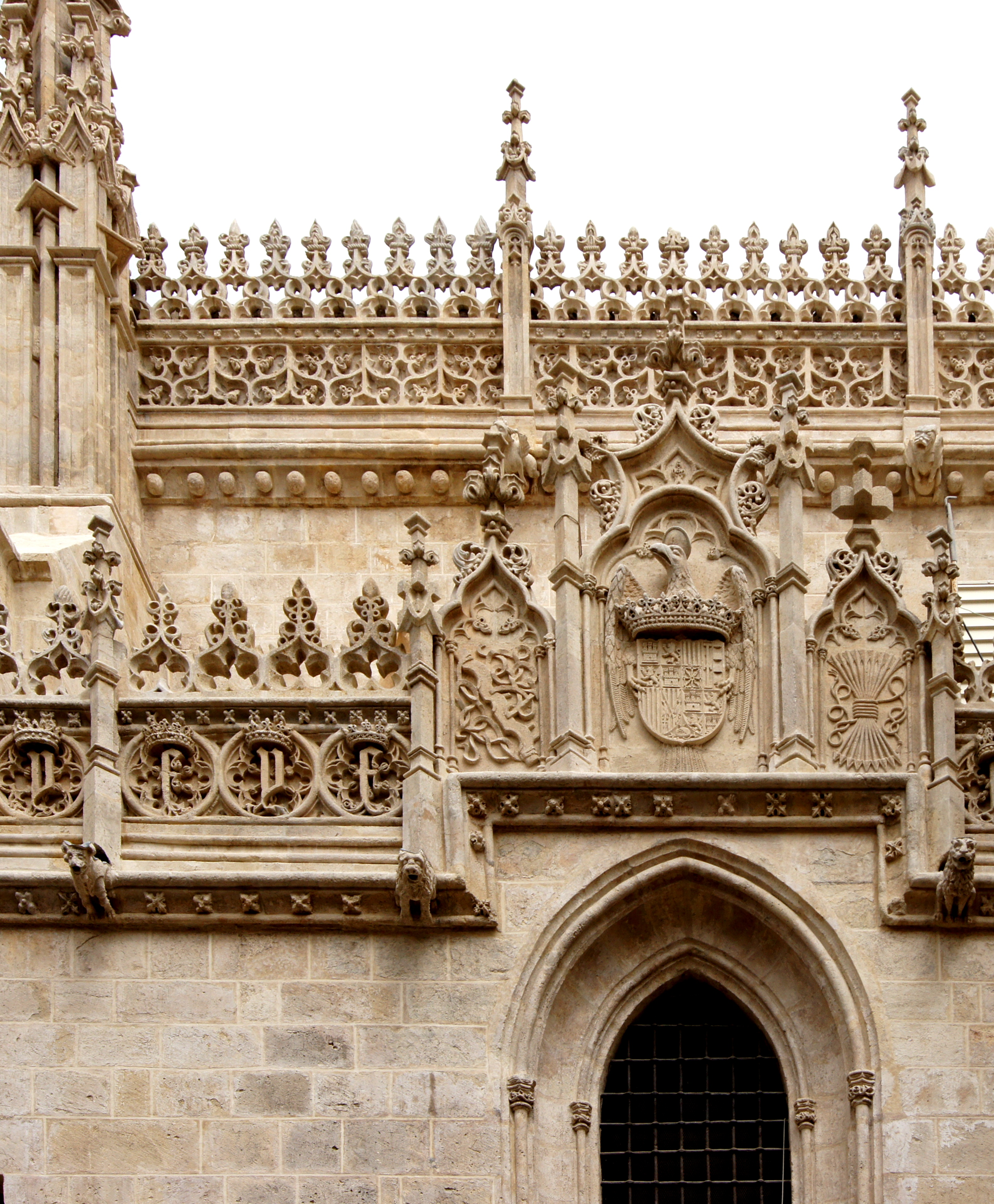
الكنيسة الملكية.

## وصلات خارجية
الموقع الرسمي لمدينة غرناطة (بالإسبانية)